# W・E・B・デュボイス
ウィリアム・エドワード・バーグハード・デュボイス（William Edward Burghardt Du Bois、[djuːˈbɔɪs] dew-BOYSS;、1868年2月23日 - 1963年4月27日）は、アメリカの社会学者、社会主義者、歴史学者、公民権運動家、パン・アフリカ主義者、作家、編集者。マサチューセッツ州グレート・バリントンで生まれ、比較的寛容かつ人種的に統合されたコミュニティで成長し、ベルリン大学とハーバード大学を卒業して博士号を取得した最初のアフリカ系アメリカ人となった。その後アトランタ大学で歴史・社会学・経済学の教授となった。アフリカ系アメリカ人のコミュニティに対する貢献から、ブラック・エリートの一員であるとされ、また黒人優生学の一部の側面を支持していると見做されていた。デュボイスは全米黒人地位向上協会（National Association for the Advancement of Colored People、NAACP）が1909年に設立された際の創立メンバーの1人でもある。
NAACP結成以前からデュボイスは黒人の平等な権利を求めるアフリカ系アメリカ人活動家グループ、ナイアガラ運動のリーダーとして全国的に有名になっていた。デュボイスとその支持者たちはアトランタの妥協に反対していた。これはブッカー・T・ワシントンによって構築された合意で、南部の黒人たちが労働力を提供し白人の政治的支配に従う代わりに南部の白人たちは黒人たちが基礎教育を受けることと経済的機会を得ることを保障するというものであった。デュボイスはこの妥協に従うのではなく、完全なる市民権と政治的代表の増加を主張し、それはアフリカ系アメリカ人の知的エリートによってもたらされると考えていた。デュボイスはこの知的エリートのグループをRacial uplift（黒人の地位向上運動）におけるTalented Tenth（才能ある十分の一）と呼び、アフリカ系アメリカ人が指導力を強化するには高等教育の機会が必要であると考えていた。
デュボイスが主に反論を加えたのはレイシズムであり、彼はリンチ、ジム・クロウ法、教育と雇用における差別に強く抗議した。彼の理念にはあらゆる場所の有色人種、特に植民地に住むアフリカ人とアジア人が含まれていた。デュボイスはパン・アフリカ主義の提唱者であり、ヨーロッパ勢力からアフリカの植民地が独立する戦いを行うために幾度もパン・アフリカ会議の組織化を支援した。デュボイスは何度かヨーロッパ、アフリカ、アジアを旅した。第一次世界大戦後、彼はフランスにおける黒人兵士の経験を調査し、アメリカ軍における広範な偏見と人種差別を記録した。
デュボイスは多作な作家であった。彼のエッセイ集『The Souls of Black Folk』（邦題『黒人のたましい』）はアフリカ系アメリカ文学において重要な作品であり、また1935年の大作『Black Reconstruction in America』ではリコンストラクション（南北戦争後の南部の再建）の失敗は黒人に責任があるという一般的な教義に異論を唱えた。フレデリック・ダグラスからフレーズを借用し、アメリカ人の社会生活と政治生活で蔓延っている分離すれども平等（Separate but equal）のドクトリンの不正を表現するものとしてカラー・ラインという用語を広めて一般化した。
デュボイスは『The Souls of Black Folk』の冒頭を「20世紀の問題とはカラー・ラインの問題である（The problem of the twentieth century is the problem of the color-line.）」と始めている。これは彼の人生の大半における中心的なテーゼであった。
彼が1940年に書き上げた自伝『Dusk of Dawn』は部分的にはアメリカの社会学分野における最初の科学的論文であるとみなされている。彼は他に2つの伝記を出版した。これら3つ全てに社会学・政治・歴史に関するエッセイが含まれている。NAACPの機関紙『The Crisis』の編集者としての役割の中でも、多くの影響力有る作品を発表した。デュボイスは資本主義がレイシズムの主たる原因であると考えており、生涯を通じて社会主義者の理念に広く共鳴していた。また彼は熱烈な平和運動家であり、核軍縮を提唱していた。デュボイスの死の1年後、彼が生涯にわたって運動を続けた多くの改革の実現であるアメリカ合衆国の公民権法が制定された。

## 幼少期

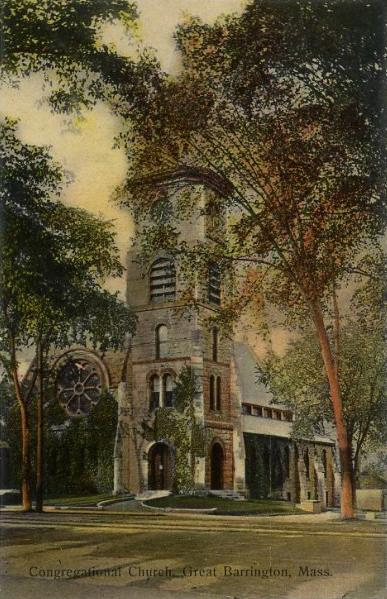
子供のころ、デュボイスは会衆派教会に出席した。教会のメンバーはデュボイスの大学の学費を支払うために寄付を集めた。

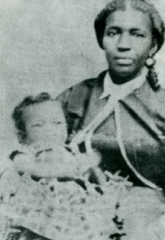
母と幼少期のデュボイス

ウィリアム・エドワード・バーグハード・デュボイスは1868年2月23日にマサチューセッツ州グレート・バリントンでアルフレッド（Alfred）およびメアリー・シルヴィナ・デュボイス（Mary Silvina Du Bois、旧姓バーグハード〈Burghardt〉）の子として生まれた。メアリー・シルヴィナ・バーグハード一家はグレート・バリントンでは極めて少数の自由黒人であり、長期にわたりマサチューセッツ州で土地を保有していた。彼女の家系にはオランダ系、アフリカ系、イギリス系の祖先がいた。ウィリアム・デュボイスの高祖父（4代前）はトム・バーグハード（Tom Burghardt）である。彼は1730年頃に西アフリカで生まれた奴隷であった。コンレード・バーグハード（Conraed Burghardt）の所有であったトムはアメリカ独立戦争の間、短期間大陸軍に務めた。18世紀後半に彼が自由身分を手に入れたのはこれが理由だったかもしれない。彼の息子はジャック・バーグハード（Jack Burghardt）、孫はオセロ・バーグハード（Othello Burghardt）であり、オセロがメアリー・シルヴィナ・バーグハードの父である。
ウィリアム・デュボイスは有名な解放奴隷エリザベス・フリーマンは自分の親戚であると主張していた。彼は彼女が自分の曽祖父ジャック・バーグハードと結婚したと書いている。しかし、フリーマンはジャック・バーグハードより20歳も年上であり、そのような結婚の記録は見つかっていない。フリーマンの娘、ベッツィ・ハンフリー（Betsy Humphrey）は最初の夫ジョナ・ハンフリー（Jonah Humphrey）が「1811年頃」にこの地域を去り、またジャック・バーグハードの最初の妻が死亡した（1810年頃）後、ジャック・バーグハードと結婚したかもしれない。もしそうであるならば、エリザベス・フリーマンはウィリアム・デュボイスの義理の祖母ということになるであろう。状況証拠はジョナ・ハンフリーがジャック・バーグハードと結婚したことを支持しており、何等かの形で密接な関係があるものと思われる。
ウィリアム・デュボイスの父方の曽祖父はニューヨーク州ポキプシーにいたユグノーのフランス系アメリカ人ジェームズ・デュボイス（James Du Bois）であり、奴隷の女性との間に複数の子供を作っていた。ジェームスが作った混血の息子の1人がアレクサンダー（Alexander）であり、1803年にバハマのロング・ケイで生まれた。彼は1810年に父と共にアメリカ合衆国へ移住した。アレクサンダー・デュボイスはハイチに行ってそこで働き、愛人との間に息子アルフレッド（Alfred）をもうけた。アレクサンダーはコネチカットに戻ったが、アルフレッドは母親と共にハイチに残された。アルフレッドはヨーロッパ系の血筋を色濃く受け継いでおり、頭髪が縮れ気味であるが、外見は完全に白人だったという。
1860年に入る少し前、アルフレッド・デュボイスはアメリカ合衆国に移住しマサチューセッツに住んだ。彼は1867年2月5日にメアリー・シルヴィナ・バーグハードとグレート・バリントンの村フーサトニックで結婚した。1868年に彼らの間に息子ウィリアムが生まれ、その2年後の1870年にアルフレッドはメアリーの下を去った。メアリー・デュボイスは息子ウィリアムと共にグレート・バリントンの両親の家に戻り、ウィリアムが5歳になるまでそこで暮らした。メアリーは1880年代に脳卒中を患うまで家族を助けて（兄弟や隣人たちからいくらかの支援を受けながら）働いた。そして1885年に死亡した。
グレート・バリントンの大多数はヨーロッパ系アメリカ人のコミュニティであり一般的にウィリアム・デュボイスに対する扱いは良かった。彼は白人と黒人が共に学ぶ学校に通い、白人の級友たちと遊んだ。大人になった時、彼は母子家庭の子供として感じた人種差別と町におけるマイノリティとしての経験について書いた。しかし教師は彼の能力を認識しており、彼の知的探求を励ました。そして学術研究におけるやりがいのある経験によって、彼は自分の知識を使ってアフリカ系アメリカ人に力を与えることができると考えるようになっていった。デュボイスはグレート・バリントンのサールズ高校を卒業した。デュボイスが大学に進学することを決めた時、彼が幼年期に通っていた会衆派教会は彼の学費を調達した。

### 大学教育

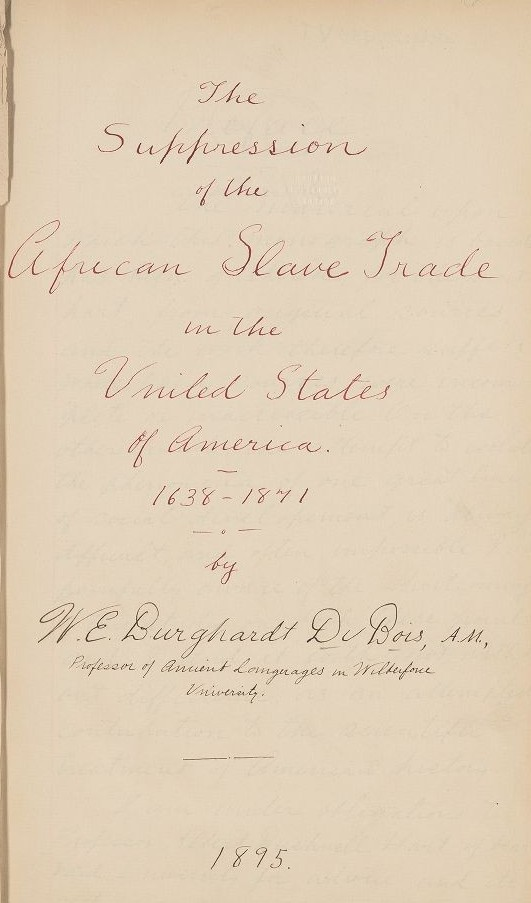
Tデュボイスのハーバード大学での研究論文の表紙。「Suppression of the African Slave Trade in the United States of America: 1638–1871（アメリカ合衆国におけるアフリカ人奴隷貿易の廃絶、1638年-1870年）」

隣人たちの寄付を頼って、デュボイスはテネシー州ナッシュビルの歴史的黒人大学であるフィスク大学に入学し1885年から1888年まで学んだ。南部への旅と居住は彼にとって南部のレイシズムを初めて経験する場となった。当時の南部はジム・クロウ法のもと、偏見がはびこり、黒人の投票権が制限され、リンチが行われていた。リンチはこの後の10年間にピークを迎える。フィスク大学から学位を取得した後、デュボイスはハーバード大学（当時フィスク大学の単位を認めていなかった）に入学して1888年から1890年まで学び、アメリカの有名な哲学者であったウィリアム・ジェームズから強い影響受けた。デュボイスはハーバードの3年分の学資をアルバイト（summer jobs）、遺産、奨学金、友人からの借金などで賄った。1890年、ハーバード大学はデュボイスに史上2番目となるcum laudeを授与した。1891年、デュボイスはハーバード大学の社会学大学院（the sociology graduate school）に入学するための奨学金を受け取った。
1892年、デュボイスはJohn F. Slater Fund for the Education of Freedmenから卒業研究のためベルリン大学に入学するのに必要なフェローシップを授与された。ベルリン大学の学生時代にはヨーロッパ中を旅した。彼はベルリンで知的に成熟し、グスタフ・フォン・シュモラー、アドルフ・ワーグナー、ハインリヒ・フォン・タイトシュカのようなドイツの最も著名な社会学者たちと学んだ。デュボイスはドイツでの日々について「私はアメリカ社会の外にいて、外側から見ていたのだ。白人たち － 学生、知己、教師 － が私と一緒にいて、私と一緒に同じ風景を見ていた。立ち止まって私の好奇の目で見たり、人間以下のもののように見たりするわけではなかった。私は学生という多少特権的な地位の人間にすぎず、彼らはそんな私に喜んで会って話をしようとした。世界について、世界の、特に私が生まれた国について論じ合おうとした」と書いている。ヨーロッパから戻った後、1895年にデュボイスは大学院を修了し、ハーバード大学からDoctor of Philosophyを取得した最初のアフリカ系アメリカ人となった。

### ウィルバーフォース大学とフィラデルフィア
1894年の夏、デュボイスは名誉あるタスキーギ研究所からのものを含むいくつかの仕事の求人を受け、その中からオハイオ州のウィルバーフォース大学での教職を受けた。ウィルバーフォース大学においてデュボイスはアレクサンダー・クルメルから強い影響を受けた。彼は理念と倫理（ideas and morals）が社会の変革に必要なツールであると考えていた。同時に、デュボイスはウィルバーフォースで教え子の1人だったニナ・ゴマー（Nina Gomer）と1896年5月12日に結婚した。
ウィルバーフォース大学での2年間の後、デュボイスはペンシルベニア大学から1896年夏の「assistant in sociology」として1年間の研究職に就くことを受諾した。フィラデルフィアのアフリカ系アメリカ人の地区で、社会学のフィールド調査を実施し、その成果は彼の記念碑的研究業績である1899年出版の『フィラデルフィアの黒人（The Philadelphia Negro）』の基礎を作った。同時に彼はアトランタ大学で教鞭を取った。これはアメリカ合衆国における最初の黒人コミュニティのケーススタディであった。1890年代までに、フィラデルフィアの黒人地区は犯罪・貧困・死亡率において不名誉な評判を得ていた。デュボイスの本は実証的根拠によってこのステレオタイプを覆し、人種隔離と黒人の生活と評判に対するその悪影響への取り組みを明確化するものであった。この結果からデュボイスは人種統合はアメリカの都市における民主的平等の鍵となると認識するようになった。『フィラデルフィアの黒人』で彼が採用した手法（すなわち、社会的指標について記述し、これを近隣地域の地図上に落とすこと）は、社会学のシカゴ学派の研究の先駆を成すものであった。
1897年にAmerican Negro Academy（ANA）に参加した際、デュボイスは黒人アメリカ人を白人社会へ統合するというフレデリック・ダグラスの請願（plea）を拒否する論文を発表した。その中で彼は「我々は黒人（Negrous）であり、創造以来眠りの中にあった広大なる歴史的人種の一員である。しかし、アフリカの祖国の暗い森の中で目覚めかけている」と書いている。月刊誌『The Atlantic』の1897年8月号において、デュボイスは「黒人たちの努力（Strivings of the Negro People）」を発表した。これは一般大衆を対象とした彼の初めての著作であり、アフリカ系アメリカ人は自身のアフリカの遺産を抱きつつアメリカ社会に貢献すべきであるという彼のテーゼを詳述した。

## アトランタ大学
1897年7月、デュボイスはフィラデルフィアを去りジョージア州の歴史的黒人大学たるアトランタ大学で、歴史と経済の教授となった。彼の最初の重要な学術研究は著作『フィラデルフィアの黒人』（1899年）であり、彼が1896年8月1日から1897年12月31日にかけて実施したフィールドワークに基盤を置いたフィラデルフィアのアフリカ系アメリカ人の詳細かつ包括的な社会学的研究である。この研究はアフリカ系アメリカ人についての初めての科学的研究であり、黎明期のアメリカの科学的社会学に大きな貢献を残す、学術的なブレイクスルーであった。この研究においてデュボイスは黒人の下層階級を説明するために「the submerged tenth」というフレーズを作った。1903年の後半には社会的エリート階層を指す「The Talented Tenth（才能ある十分の一）」という用語を広めた。デュボイスの用語は黒人と白人双方の国家的エリートが文化と進歩における成果において重要であるという彼の見解を反映したものである。デュボイスはこの時代において、最下層階級（the submerged tenth）の人々を「怠惰（lazy）」または「信用できない（unreliable）」という軽蔑を込めた表現で書いていたが、（他の著作家とは異なって）彼らの社会的問題の多くは奴隷制度の爪痕に起因するとしている。
予算的制約にもかかわらずアトランタ大学における彼の成果は驚異的なものとなった。膨大な数の社会科学論文を作成し、毎年黒人問題に関するアトランタ会議（Atlanta Conference of Negro Problems）を主宰した。デュボイスはまたアフリカ系アメリカ人の労働人口と文化の報告準備のためにアメリカ政府から助成金を受け取っていた。デュボイスの生徒たちは彼を素晴らしい人であるが、厳格で親しみづらい教師であると考えていた。

### 初のパン・アフリカ会議
1900年、デュボイスは第1回パン・アフリカ会議に参加した。この会議はロンドンで7月23日から25日まで開かれた（これは1900年のパリ万国博覧会の直前であり、アフリカ人の来賓が両方のイベントに参加できるようにするためであった）。この会議はハイチ人オンテノー・フィルマン、ベニート・シルヴァン、トリニダード人弁護士（barrister）のヘンリー・シルヴェスター・ウィリアムズといったカリブ人の男性たちによって組織された。ヨーロッパ諸国の指導者たちにレイシズムとの闘争、アフリカおよび西インド諸島の植民地に自治権を与えること、アフリカ系アメリカ人が政治およびその他の権利を要求することを認めるように彼らに訴える書状（Address to the Nations of the World）が作られ、デュボイスはこれの起草において主導的な役割を果たした。この頃までに、アメリカの南部諸州はアフリカ系アメリカ人の大半の権利を剥奪する新しい法律と憲法を通過させており、この政治システムからの除外は1960年代まで続くことになる。
パン・アフリカ会議において出席者たちは満場一致で「Address to the Nations of the World」を採択し、アフリカ系の人々が居住し抑圧に苦しんでいる国々に向けてそれを送った。これはアメリカ合衆国およびヨーロッパの帝国主義諸国が「アフリカ系の人々の権利を認め保護する」こと、そして「アビシニア、リベリア、ハイチのような自由な黒人の国家」の完全性と独立を尊重することを求めた。司教アレクサンダー・ワルターズ（パン・アフリカ協会議長）、カナダ人牧師ヘンリー・B・ブラウン（Henry B. Brown、副議長）、ウィリアムズ（Williams、書記長）、そしてデュボイス（宣言委員会議長）がこれに署名した。この宣言には「20世紀の問題はカラー・ラインの問題である」というデュボイスの見解が含まれていた。彼は3年後に著書『The Souls of Black Folk』（1903年）の「Forethought（見通し）」においてもこの表現を使っている。

### 1900年のパリ万国博覧会
デュボイスは1900年8月から11月にかけて開催された万国博覧会におけるアフリカ系アメリカ人の展示の主たる取りまとめ役であり、この展示のために363枚の写真シリーズを企画した。これは世紀の変わり目のアフリカ系アメリカ人の生活を記念し、当時の人種差別的なカリカチュアとステレオタイプを変えることへの挑戦を意図したものであった。また、展示品には図表、
グラフ、および地図形式のデータが含まれていた。彼はこれらの資料編集者としての役割によって金メダルを授与された。これは現在アメリカ議会図書館に保存されている。

### ブッカー・T・ワシントンとアトランタの妥協

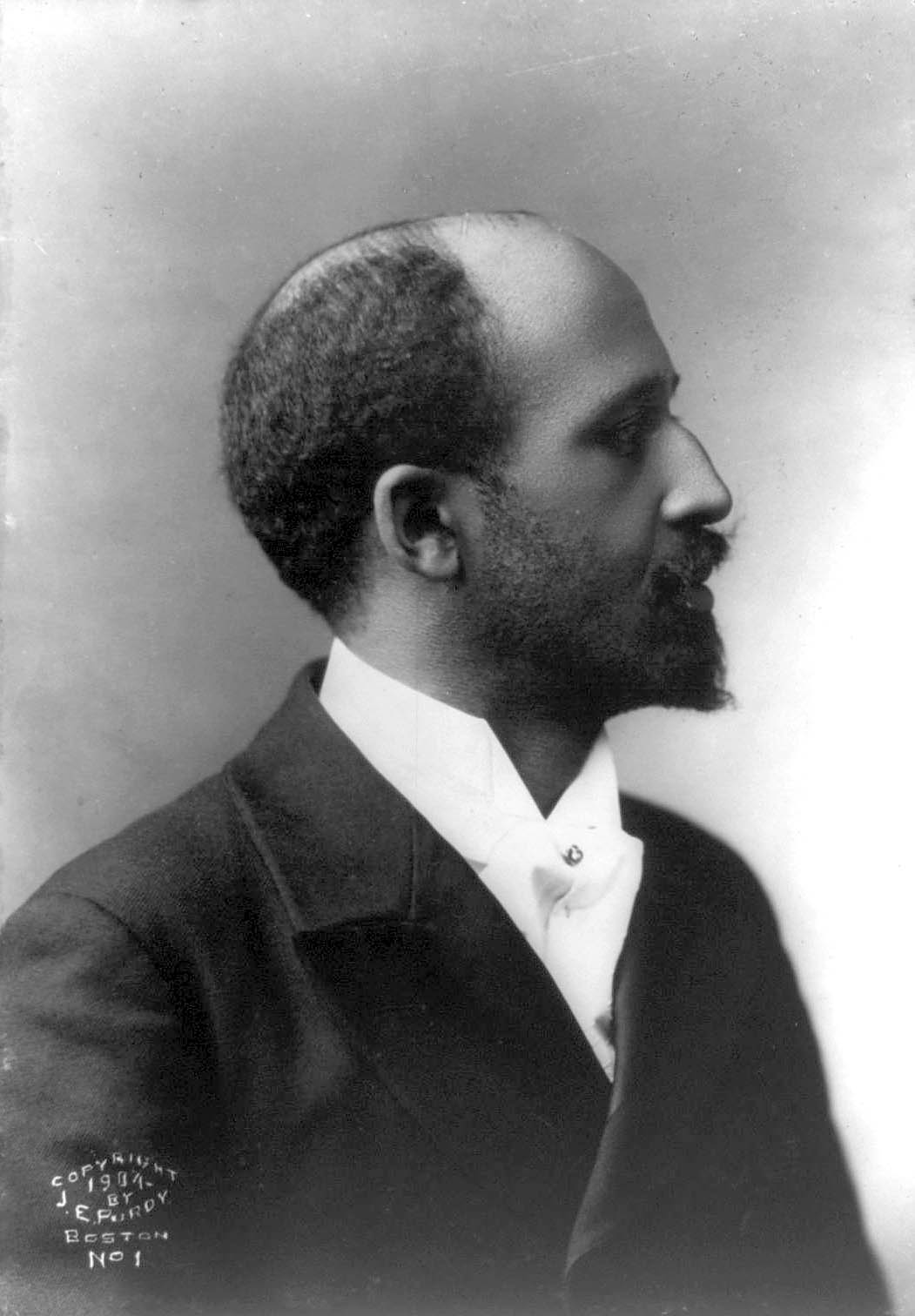
デュボイス（1904年）

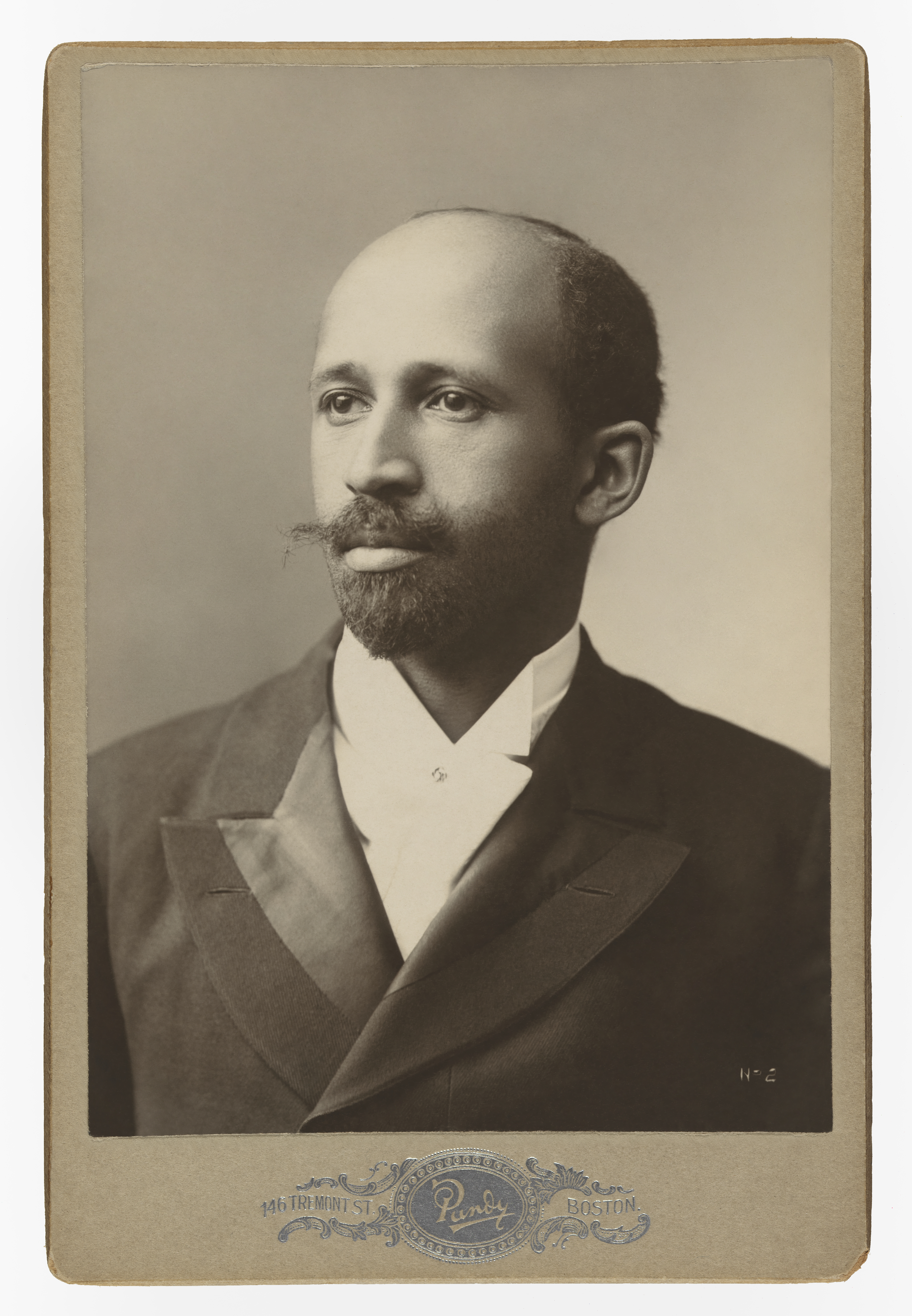
ジェームズ・E・パーディー撮影（1907年）

20世紀の最初の10年間で、デュボイスは黒人の代弁者としてブッカー・T・ワシントンに次ぐ存在として浮上した。ワシントンはアラバマ州のタスキーギ研究所の所長であり、アフリカ系アメリカ人と白人のコミュニティに大きな影響を与えていた。1895年にワシントンがアトランタで行った演説は、リコンストラクション後の諸州の政府を支配していた南部の白人指導者と結ばれた口頭の取引としてアトランタの妥協と呼ばれることになった。この合意は本質的に、大半が農村部のコミュニティに暮らす南部の黒人たちが当時の差別、人種隔離、権利の剥奪、労働組合によって組織化されていない雇用体制に従わざるを得ない状況を作り出したが、南部の白人たちは黒人たちの基礎教育、いくらかの経済的機会、法制度下における正義を認め、また白人たちが南部の企業に投資し黒人の教育慈善団体に資金提供を行うことになっていた。
当初ワシントンのAtlanta Exposition Speechに祝辞を送ったものの、デュボイスは後に、アーチボルト・H・グリームケ、ケリー・ミラー、ジェームズ・ウェルドン・ジョンソン、ポール・ローレンス・ダンバーのような他の多くのアフリカ系アメリカ人と共にワシントンの計画に反対するようになった。彼らは後にデュボイスが「The Talented Tenth（才能ある十分の一）」と呼ぶことになる教育を受けた黒人階級を代表する人々である。デュボイスはアフリカ系アメリカ人はワシントンによるアトランタの妥協の隔離と差別に対して受動的に従うよりも、平等な権利とより良い機会のために戦うべきであると感じていた。
デュボイスは、1899年にアトランタ近郊で発生したサム・ホースのリンチを機に、大規模な行動を起こす意志を強固にした。ホースは2,000人の白人群衆によって拷問され、火にかけられ、吊るされた。新聞編集者のジョエル・チャンドラー・ハリスとリンチについての議論に向かうためアトランタを歩いていた時、デュボイスはホースの焼け焦げた手が店頭に展示されている場に出くわした。この一件にデュボイスは愕然とし、「落ち着いていること、冷静でいること、第三者の科学者でいることができようか。黒人たち（Negroes）がリンチされ、殺され、飢えている時に」と決意を固めた。デュボイスは「治療法は単に人々に真実を伝えることではない。彼らに真実に基づいて行動するよう促すことだ」と認識した。
1901年、デュボイスはワシントンの自伝『Up from Slavery（奴隷より立ち上がりて）』の書評を書き、後にそれを加筆して『The Souls of Black Folk』にエッセイ「Of Mr. Booker T. Washington and Others」として掲載し多くの人々に向けて出版した。デュボイスは後年にこれらのエッセイでワシントンを批判したことを後悔した。この2人の指導者の対照的な違いの1つは教育への取り組みであった。ワシントンはアフリカ系アメリカ人学校は農業・機械操作技術のような南部の黒人たちが最も多く住んでいる農村地域での機会に備えるべく産業教育分野に重きを置く必要があると考えていた。デュボイスは黒人学校はリベラルアーツと学問的カリキュラム（古典・芸術・人文学を含む）に重心を置くべきだと考えた。これはリベラルアーツがリーダーシップを持つエリートを育成する必要のあるものであったからである。しかしながら、社会学者エドワード・フランクリン・フレイジャーと経済学者ガーナー・マーダルおよびトーマス・ソウェルが主張しているように、このような教育に関する見解の不一致はワシントンとデュボイスの違いとしてはささいな問題であった。二人とも相手が主張する教育方法の重要性を認めていた。ソウェルはまた、ワシントンとデュボイスの間には確かに見解の不一致があったが、よく言われるような敵対関係は、この二人の指導者の支持者の間に生じたものであり、当事者間に生じたものではないと主張している。デュボイス自身も1965年11月に出版された『The Atlantic』のインタビューにおいてこの見解に立っている。

### ナイアガラ運動

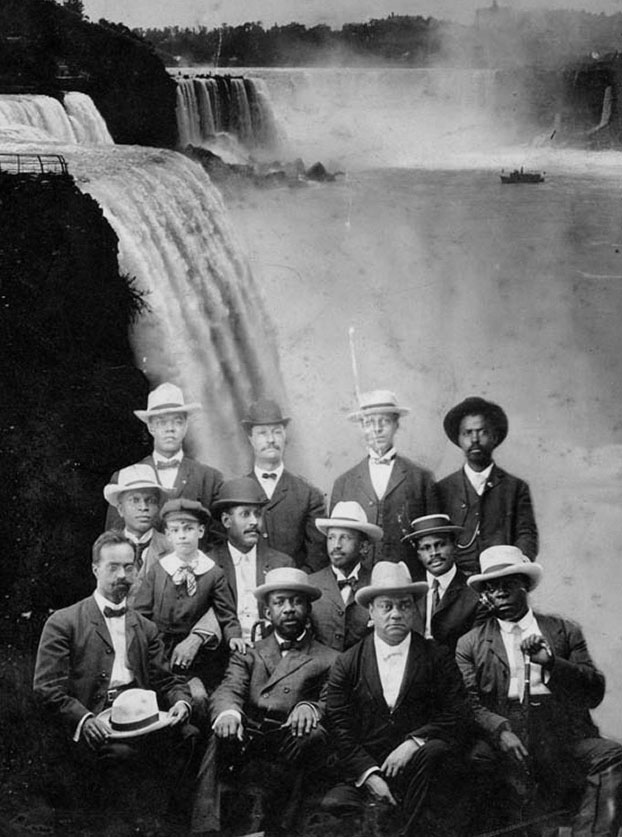
ナイアガラ運動の創設者たち（1905年）。デュボイスは中央列の白い帽子を被った人物。

1905年、デュボイスはフレデリック・L・マクギー、ジェシー・マックス・バーバー、ウィリアム・モンロー・トロッターら幾人かのアフリカ系アメリカ人の公民権運動家とカナダのナイアガラの滝付近で会議を開き、アトランタの妥協に反対する綱領を作成した。これは1906年にナイアガラ運動に取り込まれた。
デュボイスら「Niagarites」は、アフリカ系アメリカ人に対して運動の理念を公表したいと思ったが、黒人向けの定期刊行物の大半はワシントンを支持する出版社から刊行されていた。デュボイスは印刷機を購入し1905年12月に『Moon Illustrated Weekly』を創刊した。これは最初のアフリカ系アメリカ人向け挿絵入り週刊誌であり、デュボイスは同誌上でワシントンの立場を攻撃したが、8ヶ月で終刊となった。デュボイスは議論のための別の媒体として早くも1907年に『The Horizon: A Journal of the Color Line』を創刊し、フリーマン・H・M・マレー、ラファイエット・M・ハーショーと共同で編集した。
ナイアガラ運動の参加者は2度目の会議を1906年8月の奴隷制度廃止運動家（abolitionist）ジョン・ブラウンの生誕100周年にジョン・ブラウンが襲撃したウェストバージニア州のハーパーズ・フェリーで行った。レヴァディ・C・ランサムは演説で、ワシントンの主たる目標は、黒人が現在生きている社会において職を得るための教育であるとし、「今や、黒人の二つの階級が、...岐路に立っている。一方の階級は我々のこの屈辱的で不名誉な現状に辛抱強く従うよう勧め、他方は、屈辱を受け、貶められ、元の劣等な地位に戻されるような現状に従うべきではないと考えている。...後者にとっては金儲けと引き換えに人間性を手放すなどということは考えられないことだ」と語った。

### The Souls of Black Folk（黒人のたましい）

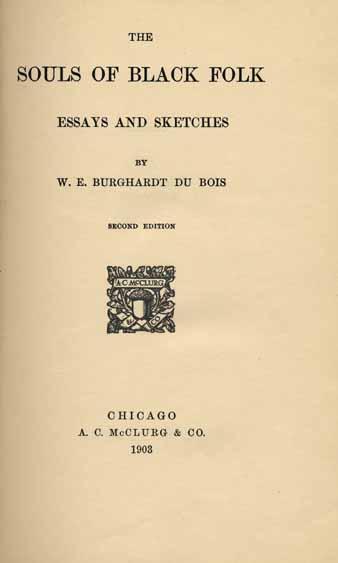
『The Souls of Black Folk』第2版の表紙。

デュボイスは黒人という人種がもつ才能（genius）と人間性（humanity）を描き出す努力として14のエッセイからなるエッセイ集『The Souls of Black Folk』を出版した。ジェームズ・ウェルドン・ジョンソンはこの本のアフリカ系アメリカ人への影響は『アンクル・トムの小屋（Uncle Tom's Cabin）』に匹敵すると述べている。この本のイントロダクションには「20世紀の問題とはカラー・ラインの問題である」という有名な宣言がある。それぞれの章は2つの題辞から始まる。1つは白人の詩人から、もう一つは黒人霊歌からの引用であった。これは黒人と白人の文化間における知的・文化的な等価を証明するものであった。この著作の主題はアフリカ系アメリカ人が直面する二重意識（double consciousness）、つまりアメリカ人であり黒人であるということについてである。これはデュボイスによれば、過去においてはハンディであったが、未来においては強みとなり得る独自のアイデンティティであり、「したがって、人種の運命は同化でも分離主義でもなく、誇るべき永続的な二重性（hyphenation）（アフリカ系アメリカ人（African-American）のようにハイフンが付く二重性）につながるものとして思い描くことができる」と主張する。
ジョナサン・S・カーン（Jonathon S. Kahn ）の『Divine Discontent: The Religious Imagination of Du Bois 』では、デュボイスの『The Souls of Black Folk』に見られるプラグマティックな宗教的自然主義（religious naturalism）の典型的な表現について分析している。12ページでカーンは「デュボイスはプラグマティックな宗教的自然主義のアフリカ系アメリカ人として理解される必要がある。私がここで言いたいことは、デュボイスの場合と同様に、ウィリアム・ジェームズ、ジョージ・サンタヤーナ、そしてジョン・デューイと受け継がれてきたアメリカの伝統であるプラグマティックな宗教的自然主義は、形而上学的基盤を持たない宗教を追求しているということである」と論じている。カーンの宗教的自然主義の解釈は非常に広い意味合いを持つが、彼はそれを特定の思想家に結びつけている。デュボイスはその反形而上学的視点（anti-metaphysical viewpoint）によって、ウィリアム・ジェームズなどに代表される宗教的自然主義の領域に位置づけられる。

### 人種的暴力
1906年秋の2つの災厄はアフリカ系アメリカ人に衝撃を与え、ブッカー・T・ワシントンの妥協主義に打ち勝とうとするデュボイスの公民権運動への支持を強化した。二つの災厄とは、第一に大統領セオドア・ローズベルトはブラウンズ・ビル事件の結果として告発されたことを理由に黒人兵士167人を不名誉除隊させたことである。除隊させられた兵士たちの多くは20年にわたり軍に勤務しており、定年間近であった。第二に、9月に黒人男性が白人女性を暴行したという事実無根の主張によってアトランタで暴動が発生したことである。この結果、折から就職難で、雇用者が白人労働者と黒人労働者を競わせたことと相俟って、人種間の緊張に拍車をかけることになった。10,000人の白人たちがアトランタ中で暴れまわり、見つけ出した黒人に手当たり次第に暴行を加え、25人以上の死者を出した。この1906年の暴動の影響で、デュボイスは黒人たちに共和党への支持を撤回するように呼びかけることになった。これは共和党のローズベルトとウィリアム・ハワード・タフトによる黒人への支援対応が不十分であったためである。これまでは、エイブラハム・リンカン大統領の時代から、アフリカ系アメリカ人のほとんどが、共和党を支持していたのである。
デュボイスはエッセイ『A Litany at Atlanta』を書き、この中でアトランタにおける暴動はアトランタの妥協が失敗であったことを証明していると主張した。黒人側は例の取引の責任を果たしたにもかかわらず、南部における法的正義を手に入れることができなかったからである。歴史家デーヴィッド・レヴァリング・ルイスは、当初は白人の貴族的な農場主が一種パターナリスティックな役割を担っていたが、いまや彼らの代わりに黒人と白人を競わせようとする実業家が台頭したため、アトランタの妥協はもはや通用しなくなったのだと書いている。これら2つの災厄はアフリカ系アメリカ人のコミュニティにとって分水嶺となる出来事であり、平等な権利についてのデュボイスの見解の優位を示すものであった。

### 学業
論説の発表に加えて、デュボイスはアトランタ大学で学術研究を続けた。1909年、5年の努力を経て奴隷制度廃止論者ジョン・ブラウンの伝記を出版した。これは数多くの識見を含んでいたが、数多くの事実誤認も含まれていた。これは競合してジョン・ブラウンの伝記を書いていたオズワルド・ヴィラードが所有する『The Nation』から強く批判された。デュボイスの業績は白人の学者たちからほとんど無視されていた。『Collier's』誌に白人至上主義の終焉を警告する記事（a piece）を発表した後、デュボイスは主だった定期刊行物に記事を載せることに苦労した。しかし彼は『The Horizon』誌に定期的に記事を発表し続けた。
デュボイスはアメリカ歴史学会（American Historical Association、AHA）に初めて招待され年会で論文を発表したアフリカ系アメリカ人であった。彼は自身の論文『Reconstruction and Its Benefits,』を発表し、1909年12月のAHAの聴衆を仰天させた。この論文はコロンビア大学においてドゥニング学派の学者たちによって発展してきたリコンストラクションは黒人の愚鈍と怠惰によって引き起こされた災厄であったとする歴史学の通説に反対した。デュボイスはこれに反論し、この短い器官にアフリカ系アメリカ人のリーダーシップによって3つの重要な目標が達成されたと主張した。それは民主主義、自由な公立学校、そして新しい社会福祉立法である。彼は連邦政府の自由人局の管理、土地の割り当て、教育システム確立、これらの失敗こそが南部においてアフリカ系アメリカ人の展望を破滅させたのだと主張した。デュボイスがこの論文を数ヶ月後に『American Historical Review』誌で公表するために提出した時、彼は黒人（Negro）という単語を大文字にするよう求めた。編集者J・フランクリン・ジェームソンはこれを拒否し、この論文を大文字化せずに出版した。この論文は白人の歴史学者たちからほとんど無視された。デュボイスは後に論文を1935年の画期的な書籍、『Black Reconstruction』へと発展させ、自身の主張を裏付けるため広範な事実を整理した。アメリカ歴史学会（AHA）は1940年まで他にアフリカ系アメリカ人の発表者を招聘することはなかった。

## NAACP時代
1909年5月、デュボイスはニューヨークで全米黒人会議に参加した。この会議は全米黒人委員会の創設に繋がった。これは公民権、平等な投票権と平等な教育機会を求める運動を行う委員会であり、委員長はオズワルド・ヴィラードが務めた。この後、1910年の春に第2回の全米黒人会議の場において参加者たちは全米黒人地位向上協会（National Association for the Advancement of Colored People、NAACP）を創設した。デュボイスの提案では「カラード（colored）」という用語は「黒人（black）」ではなく「全ての血における暗い色の肌を持った人々」を含んだ意味で使用されていた。黒人と白人合わせて数十人の公民権運動支持者がこの創設に参加したが、メアリー・オヴィントン、チャールズ・エドワード・ラッセル、ウィリアム・イングリッシュ・ウォリング、そして初代議長（president）ムアフィールド・ストーリーら、執行役員（executive officers）の大半が白人であった。

### The Crisis

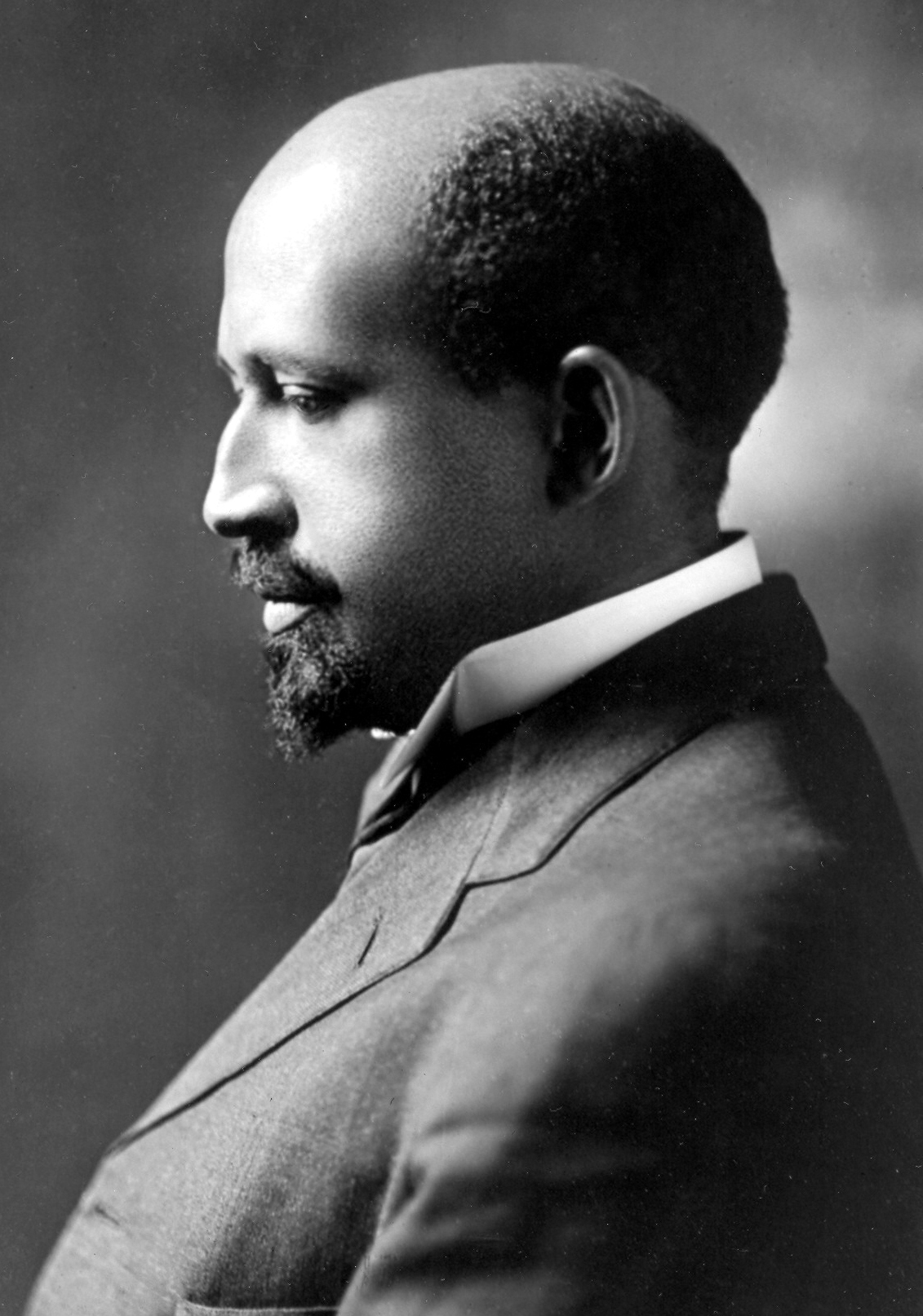
デュボイス（1911年頃）

NAACPの指導層はデュボイスに広報および研究を担当する理事（Director）に就任するよう要請した。彼は1910年の夏にこの仕事を引き受け、アトランタ大学を辞めた後ニューヨークに移った。彼の主たる業務はNAACPの月刊誌『The Crisis』の編集であった。創刊号は1910年11月に発行され、デュボイスはその目的が「今日、特に有色人種の人々について明確となっている人種的偏見の危険を示す事実および議論」を提示することであると宣言した。この雑誌は驚くべき成功を収め、1920年には発行部数が全世界で100,000部に達することになる。初期の号の典型的な記事には黒人教会の不正と偏狭さを非難するものやエジプト文明のアフリカ中心的起源について議論したものなどがある。
1911年の重要なデュボイスの論説は連邦政府がリンチを違法化するように促す全国規模の運動の開始を支援するものであった。デュボイスは彼が好んで用いていた皮肉によってペンシルベニアのリンチについてコメントした。「重要なのは彼が黒人（black）であったことだ。黒人性（Blackness）は罰せられなければならない。黒人性は犯罪の中の犯罪である。...従ってこの国の全ての白人の悪党が知っているように、この犯罪を罰する機会を逃さないようにする必要がある。もちろん、可能ならば理由は偉大かつ圧倒的なものであるべきだろう－記者の想像力によってより恐るべきものになったいくつもの見事な犯罪だ。これに失敗すれば単なる殺人、放火、納屋の延焼、あるいは無作法で終わってしまうかもしれない」。
『The Crisis』は労働組合の理想を支持するデュボイスの論説を掲載したが、労働組合の指導者たちが組織的に黒人を会員から除外し人種差別を示したことを強く批判した。デュボイスはまた社会党の綱領を支持したが（彼は1910年から1912年までの短い間、社会党の党員であった）、幾人かの社会党の指導者たちが示したレイシズムを非難した。共和党のウィリアム・タフト大統領が広範囲のリンチへの対応に失敗したことに失望したデュボイスは1912年の大統領選挙で民主党の候補者であるウッドロー・ウィルソンが黒人の理念を支持することと引き換えにウィルソンを支持した。
デュボイスは執筆活動を通じて女性の権利を支援したが、女性参政権運動の指導者たちは人種差別に対する彼の戦いを支持することを拒否したため、彼女らサフラジストの運動を公然と支持するわけにはいかないと感じた。1913年の『The Crisis』の論説では異人種間結婚のタブーについて切り込んだ。デュボイスは一般的には人々が自分の人種内で結婚することを望んでいたが、白人男性が黒人女性と結婚することを法律が禁止していたことから、これを女性の権利問題であると考えた。デュボイスは「[異人種間結婚禁止]法のせいで、有色人種の未婚女性（girls）は白人男性の欲情に対して完全に無力である。有色人種の女性は、法的に見て、犬同然の地位に貶められている。白人女性は堕ちるところまで堕ちても、言い寄った相手の男に結婚を強要できる。[異人種間結婚禁止法]を廃止しなければならないのは、我々が白人男性の女たちと結婚したいからではない。白人男性には、絶対に我々の女たちに手を出させないと固く誓っているからだ」と語った。
1915年から1916年の間、NAACPの複数のリーダーが－『The Crisis』の財政的損失に狼狽し、また一部のエッセイの扇動的な修辞法に不安を抱いて－デュボイスを編集長の座から追放しようと試みた。デュボイスと支持者たちは勝利し、デュボイスは編集長を担当し続けた。1919年の「The True Brownies」と題するコラムで、彼はオーガスタス・グランヴィル・ディルおよびジェシー・レドメン・フォセットと共に『The Brownies' Book』という初のアフリカ系アメリカ人の子供と若者を対象とした雑誌の創刊を発表した。

### 歴史家・作家
1910年代はデュボイスにとって多作な時期であった。1911年、彼はロンドンの第1回人種会議に参加し、自身の最初の小説『The Quest of the Silver Fleece.』を発表した。2年後、デュボイスは舞台『The Star of Ethiopia』の野外劇を執筆・制作・監督した。1915年、デュボイスはアフリカ黒人の歴史『The Negro』を出版した。これはこの種の著作の中で英語で書かれた最初のものである。この書籍はアフリカ人の劣等性についての主張に反駁し、20世紀のアフリカ中心的な歴史記述の基礎としての役割を果たすことになる。『The Negro』は全世界の有色人種（colored people）の統一と連帯を予想し、多くのパン・アフリカ運動の支持者たちに影響を与えた。
1915年、『The Atlantic Monthly』が資本主義と人種についてのデュボイスの考えをまとめた彼のエッセイ「The African Roots of the War」を掲載した。その中で彼はアフリカの争奪が第一次世界大戦の根底にあると主張した。また、後の共産主義者のドクトリンを先取りし、富裕な資本家が白人労働者に彼らの反逆を防ぐのに十分なだけの富を与えることによって、また有色人種の労働者の低賃金労働による競争で彼らを脅かすことによって、白人労働者を宥めていたと主張していた。

### 人種差別との戦い

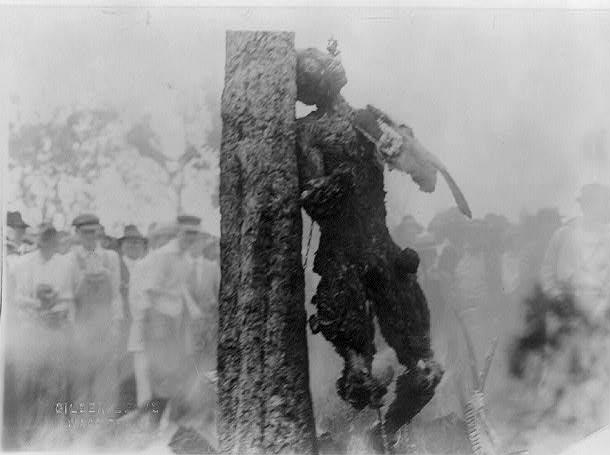
デュボイスは『The Crisis』の1916年6月号にジェシー・ワシントンリンチ事件の写真を掲載した。

デュボイスはNAACPにおける自身の影響力ある役割を利用して様々な人種差別事件に反対した。無声映画『國民の創生（The Birth of a Nation）』が1915年に初演されると、デュボイスとNAACPはこの映画を禁止するべく戦った。これはこの映画が黒人を下劣かつ好色な存在として人種差別的に描写していたことによる。この戦いは成功せず、むしろ映画を有名にすることに貢献したが、しかし宣伝によってNAACPは多くの新しい支持者を得た。
民間部門だけがレイシズムの源泉ではなかった。ウィルソン大統領の下で政府に勤務するアフリカ系アメリカ人は窮地に立たされた。多くの連邦機関が白人のみを採用する習慣を採用し、陸軍は将校から黒人を排除し、そして移民局はアフリカ系の移民を禁止した。デュボイスは1914年に連邦の役職からの黒人の解雇を嘆く論説を書き、ウィルソンが黒人への正義という選挙運動の公約を果たせなかったことについてウィリアム・モンロー・トロッターが不愛想にウィルソンと対立すると、トロッターを支持した。
『The Crisis』はリンチ反対運動を続けた。1915年には1884年から1914年までの2,732件のリンチを年ごとに表にまとめて公表した。1916年4月号はジョージア州リー郡の6人のアフリカ系アメリカ人に対するリンチを取り上げた。1916年の後半には「ウェーコの恐怖（Waco Horror）」の記事で精神障害を持つ17歳のアフリカ系アメリカ人に対するリンチ事件、ジェシー・ワシントンリンチ事件を取り上げた。この記事はウェーコの白人たちの行為を暴露するために覆面報道を用いて新境地を切り開いた。
20世紀初頭は合衆国南部から北東部、中西部、西部への黒人の大移住（Great Migration）の時代であった。デュボイスはこの動きを南部のレイシズムから黒人が逃れ、経済的な機会を掴み、アメリカ社会への同化をする助けになると考え、Great Migrationを支持する論説を書いた。
また、1910年代はアメリカにおける優生学の流行の揺籃期であり、指導的な優生学者の多くは公然たる人種差別主義者であった。彼らは黒人を「低級人種（a lower race）」と定義した。デュボイスはこの見解を非科学的な逸脱（aberration）であるとして反対したが、未だ優生学の基本的原則－異なる人は先天的特徴を異にし、これによって多かれ少なかれ特定の種類の仕事に適性を持つ。そして全ての人種の中から最も才能ある人々に子孫を作ることを奨励することによって人類の「種」を改善することできる－を支持し続けていた。

### 第一次世界大戦
1917年、アメリカ合衆国が第一次世界大戦への参戦準備を始めた時、デュボイスのNAACPの同僚ジョエル・スピンガーンはアフリカ系アメリカ人がアメリカ軍の将校となるための訓練キャンプを組織した。このキャンプは議論を巻き起こした。これは白人たちは黒人には将校になる資格がないと考え、幾人かの黒人はアフリカ系アメリカ人が白人の戦争に参加すべきではないと考えたためである。デュボイスはスピンガーンの訓練キャンプを支援したが、陸軍が数少ない黒人の将校チャールズ・ヤングが体調を崩したことを口実に退役を強要したことに失望させられた。陸軍は黒人のために1,000名の将校の地位を作ることに同意したが、250人はこの訓練キャンプの独立心ある黒人ではなく、白人からの指示を受けることを条件として召募された者にすることを要求した。700,000人以上の黒人が召集の初日に入隊したが差別的な条件の下に置かれ、デュボイスは抗議の声を上げた。

1917年にデュボイスはイースト・セントルイス暴動に抗議するサイレント・パレードを組織した。

1917年夏にイースト・セントルイス暴動が発生した後、デュボイスはこの暴動の状況を報告するためセントルイスに向かった。40人から250人のアフリカ系アメリカ人が白人によって虐殺された。これは主としてセントルイスの産業界がストライキ中の白人に代わって黒人を雇ったことを恨んでのことであった。デュボイスの報告結果は「イースト・セントルイスの虐殺（The Massacre of East St. Louis）」という記事として『The Crisis』の9月号に掲載された。これには暴力行為の詳細についての写真とインタビューが含まれていた。歴史家デーヴィッド・レヴァリング・ルイスはデュボイスがこの記事のプロパガンダ効果を高めるためにいくつかの事実を歪曲したと結論付けている。この暴動に対する黒人コミュニティの憤怒を公に示すためにデュボイスはサイレント・パレードを組織した。およそ9,000人のアフリカ系アメリカ人がニューヨークの五番街を進んだ。これはニューヨークにおけるこの種のパレードとしては最初のものであり、公民権を求めて公に黒人たちがデモを行った2つ目の事例であった。
デュボイスは1917年のヒューストンの暴動に狼狽した。この暴動はアフリカ系アメリカ人が将校となることを認めさせる努力において最初の重要な挫折であった。この暴動はヒューストン警察が2名の黒人兵士を逮捕し殴打した後に始まった。これに反応して100人以上の黒人兵士がヒューストンの通りを占領し16人の白人を殺害した。軍法会議（military court martial）が開催され19人の兵士が絞首刑、67人が投獄された。ヒューストンの暴動にもかかわらず、デュボイスたちはスピンガーンのキャンプで訓練した将校を受け入れるよう軍に圧力をかけることに成功し、600人以上の黒人将校が1917年10月にアメリカ軍に加わった。
連邦当局はNAACPの指導者たちが表明した反体制的な見解を懸念し、調査によってNAACPを脅かし萎縮させようとした。デュボイスはこれに怖じ気づくことはなかった。そして1918年には第一次世界大戦がヨーロッパの植民地体制を転覆し全世界－中国、インド、そして特にアメリカ合衆国－の有色人種を「解放」することを予見した。NAACP議長ジョエル・スピンガーンはこの戦争に熱心であり、デュボイスに反戦の立場を否定する論説を書くことと引き換えに陸軍将校の任務を検討するよう説得した。デュボイスはこれを奇貨とし、主戦論の論説「団結（Close Ranks）」を1918年7月に書き、そのすぐ後に陸軍から職務を得た。この戦争をアフリカ系アメリカ人の市民権獲得に活用しようとしていた多くの黒人指導者たちはデュボイスの突然の変節を非難した。デュボイスの部隊の南部出身将校たちは彼の存在に反対し、デュボイスの職務は撤回された。

### 第一次世界大戦後

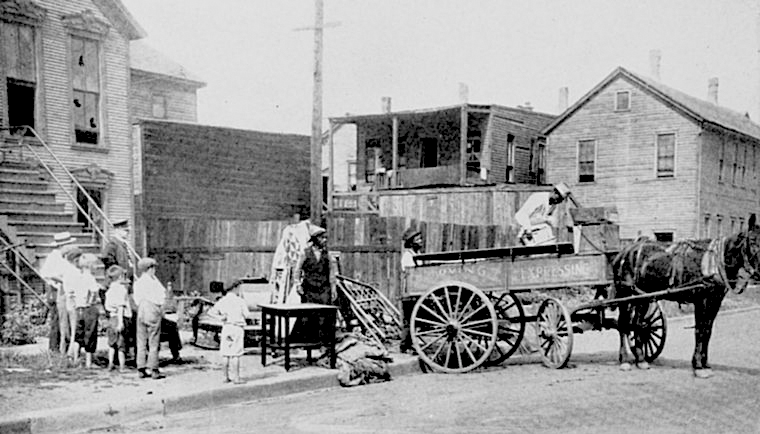
デュボイスは1919年の赤い夏の人種暴動を記録した。この家族はシカゴの人種暴動による破壊の後、彼らの家から避難した。

第一次世界大戦が終結すると、デュボイスはパン・アフリカ会議に出席するため、またアフリカ系アメリカ人の兵士たちの第一次世界大戦での経験について本を書こうと思い、1919年に取材のために渡欧した。彼は反逆的活動の証拠を探すアメリカのエージェントの尾行を受けていた。デュボイスは黒人アメリカ兵の大多数が港湾作業員および労働者として単純労働に追いやられていた状況を確認した。一部の部隊は武装しており、特に第92師団（the Buffalo soldiers）は戦闘に従事した。デュボイスは陸軍における広範なレイシズムを確認し、陸軍司令部はアフリカ系アメリカ人の技能を信用せず、偏見を助長し、彼らが陸軍に加わることを妨げたと結論付けた。
ヨーロッパから戻った後、デュボイスはアフリカ系アメリカ人の平等な権利を獲得しようという決意をさらに強めた。海外から戻った黒人兵士たちは新しい力の感覚と価値を感じ、ニュー・ニグロとよばれる新たな態度を代表する存在となった。論説「Returning Soldiers」において彼は「だが、戦争が終わった今、天の神の命じるところに従って、我々のこの地上で、頭脳と腕力の全てを注ぎ込んで、地獄の軍勢との、これまで以上に厳しく、長く、不屈の戦いを敢行しないのであれば、我々は臆病な間抜けということになる」と書いた。多くの黒人たちが仕事を求めて北部の都市に移住すると、北部の白人労働者の一部が彼らと競合し、恨みを抱くようになった。こうした労働市場における競合が1919年の赤い夏と呼ばれるアメリカ全土における一連の恐るべき人種暴動の一因となった。この中で30以上の都市で300人以上のアフリカ系アメリカ人が殺害された。デュボイスはこうした残虐行為について『The Crisis』誌上で逐一報告し、挙句は12月にネブラスカ州オマハの人種暴動の最中に発生したリンチ事件の凄惨な写真を掲載したのである。
赤い夏の最悪の事件はアーカンソー州エレインにおける黒人に対する悪質な攻撃であり、200人近い黒人が殺害された。南部の報道は黒人が政府を乗っ取ろうとしていると主張し彼らを責めた。この歪曲に憤慨したデュボイスは『ニューヨーク・ワールド』誌に書状を掲載し、黒人の小作人（sharecroppers）が犯した唯一の犯罪は、大胆にも彼らの白人地主に挑戦し、契約上の不正を調査するために弁護士（attorney）を雇ったことだけだと主張した。殺害を逃れた黒人のうち60人以上が陰謀を企んだとして逮捕され、ムーア対デンプシー裁判として知られる裁判にかけられた。デュボイスはこの裁判での法的防御資金を調達するためにアメリカ中の黒人を結集した。これによって6年後、連邦最高裁判所における完全な無罪判決を勝ち取った。この判決を書いたのはオリバー・ウェンデル・ホームズであった。この勝訴による南部の黒人の裁判への直接的影響は僅かなものであったが、州が群衆の暴力を庇うのを阻止するために憲法修正第14条の適正手続きの保証を初めて使用したものであった。
1920年、デュボイスは彼が執筆することになる3つの自伝の最初の1つ、『Darkwater: Voices from Within the Veil』を出版した。ここでいう「ヴェール（veil）」とは全世界の有色人種を覆うものであった。この本において、彼はこのヴェールを持ち上げ、白人の読者にヴェールの背後にある人生がどのようなものか、そしてそのヴェールがそれを通して彼らを見る人の視点を（双方向ともに）どのように歪めたのかを見せたいと望んでいた。この本にはデュボイスのフェミニスト・エッセイである「The Damnation of Women」が含まれていた。これは女性の尊厳と価値、特に黒人女性のそれに捧げられたものであった。
アフリカ系アメリカ人の子供たちが使用する教科書が黒人の歴史と文化を無視していることを憂慮して、デュボイスは子供向けの月刊誌『The Brownies' Book』を作った。この本は1920年に初めて出版され、デュボイスが「太陽の子供たち（the children of the sun）」と呼んだ黒人の子供たちを対象としていた。

### パン・アフリカ主義とマーカス・ガーベイ
デュボイスは第2回パン・アフリカ会議に参加するため1921年にヨーロッパに向かった。全世界から集まった黒人指導者たちは「ロンドン決議（London Resolutions）」を議決し、パリにパン・アフリカ協会（Pan-African Association）の本部を設立した。デュボイスの指導の下、この決議では人種の平等、アフリカはアフリカ人「によって」（1919年の会議と異なり、アフリカ人の同意を得て）統治されるものであると主張された。デュボイスはパン・アフリカ会議の決議を国際連盟への声明で改めて述べ、新たに形成された国際連盟が労働問題に取り組み、またアフリカ人を重要な地位に任命するように求めた。国際連盟はこの要求に対してほとんど行動を起こすことはなかった。
1920年代の他の重要なアフリカ系アメリカ人の指導者はアフリカ帰還運動（Back-to-Africa movement）の推進者かつ世界黒人開発協会（UNIA）の創設者であるマーカス・ガーベイであった。ガーベイは統合によって平等を達成しようとするデュボイスの努力を非難し、人種隔離主義を支持した。デュボイスはガーベイのアフリカ系ディアスポラの商業を促進するための運送会社であるブラック・スター・ライン社の構想を支持した。しかし後にガーベイがNAACPの努力に脅威を与えていると心配するようになり、彼を詐欺的で無謀であるとした。ガーベイのスローガン「アフリカ人のためのアフリカ（Africa for the Africans）」に応えてデュボイスはそのコンセプトを支持すると述べたが、アフリカ系アメリカ人がアフリカを統治するというガーベイの意図を非難した。
デュボイスは1922年から1924年の間、ガーベイの運動を攻撃する『The Crisis』の一連の記事で彼を「アメリカと全世界の黒人種（Negro race）の最も危険な敵」と呼んだ。デュボイスとガーベイが真剣に協力を試みることは最後までなかった。彼らの諍いは部分的には利用可能な慈善活動資金の多くを獲得したいというそれぞれの組織（NAACPとUNIA）の欲求に根差していた。
1921年にハーバード大学が黒人を寮から排除することを決定すると、デュボイスはそれをアメリカにおける「アングロ・サクソン信仰（the Anglo-Saxon cult、北欧のトーテムの信仰、黒人・ユダヤ人・アイルランド人・イタリア人・ハンガリー人・アジア人・南方の島々の人々（South Sea Islander）の権利剥奪、北欧系白人による力づくの全世界の支配）」回復の広範な努力の一例として強く非難した。第3回のパン・アフリカ会議に出席するため1923年にデュボイスがヨーロッパに渡った時、『The Crisis』の発行部数は第一次世界大戦中の100,000部というピークから60,000部まで減少していたが、公民権運動における最も卓越した定期刊行物の地位を維持していた。クーリッジ大統領はデュボイスをリベリアへの「特命使節（Envoy Extraordinary）」に任命し、デュボイスは第3回パン・アフリカ会議が終了した後、カナリア諸島からドイツの貨物船に乗ってアフリカに向かい、リベリア、シエラレオネ、セネガルを訪れた。

### ハーレム・ルネサンス
デュボイスは著作活動において頻繁にアフリカ系アメリカ人の芸術的な創造性を賞賛し、ハーレム・ルネサンスが1920年代半ばに始まった時、「A Negro Art Renaissance」の記事において黒人の創造的努力の長い休止が終わったことを称えた。ハーレム・ルネサンスに対するデュボイスの熱意は、彼が、白人たちは真に黒人芸術を鑑賞するためではなく好奇心から盗み見る（voyeurism）ためにハーレムを訪れていると考えるようになったために衰えた。デュボイスは芸術家らが彼らの倫理的責任を認識していると主張し「黒人芸術家とは、芸術家である前に黒人である（a black artist is first of all a black artist.）」と書いた。彼はまた、黒人芸術家が彼らの作品を黒人の理念を宣伝するために使っていないことを憂慮し、「私はプロパガンダに使われない芸術には何の関心もない」と発言している。1926年の終わりまでに彼は『The Crisis』で黒人芸術を支援することを止めた。

### ロスロップ・ストッダードとの討論
1929年、the Chicago Forum Councilが企画した「史上最大の討論の1つ」という触れ込みの討論がデュボイスとクー・クラックス・クランの会員で優生学といわゆる科学的レイシズムの提唱者であるロスロップ・ストッダードの間で行われた。この討論はシカゴで行われ、デュボイスは「黒人は文化的平等を求めるよう働きかけるべきか？ニグロは他の人種と同じ知的可能性を持っているだろうか？」という質問に、肯定すると強く主張した。デュボイスはレイシストらが舞台上でそれと知らずに笑いものにされることを知っていた。というのも、ムーア（Moore）宛の手紙にヘフリン（Heflin）上院議員は「笑い種になるだろう」と書いていたからである。自信過剰で仰々しいストッダードはデュボイスとの討論で喜劇的な茶番を演じた。ストッダードにはジョークが通じなかったので、いっそう滑稽であった。この一件について新聞の見出しに「デュボイスは討論でストッダードを叩きのめした。ホールを埋め尽くす数千人の観客が...彼の人種的平等性を証明するかのように拍手喝采を送った」、（『Defender』紙一面の見出しには）「5,000人がW・E・B・デュボイスに拍手喝采を送り、ロスロップ・ストッダードを笑い飛ばした」と書かれた。『New Yorker』誌のイアン・フレイジャー（Ian Frazier）は、ストッダードの破綻した思想に滑稽味があることを最初に示したのがスタンリー・キューブリックの『Dr. Strangelove』であったと書いている。

### 社会主義
デュボイスは『The Crisis』誌の編集者となった1911年にメアリー・オヴィントン、ウィリアム・イングリッシュ・ウォリング、チャールズ・エドワード・ラッセルらNAACP創設者たちの助言を受けて社会党に加わった。しかしながら、デュボイスは1912年の大統領選挙戦で党則を破って民主党のウッドロー・ウィルソンを支持したため社会党からの離党を余儀なくされた。1913年に政府雇用における人種差別が伝えられるとデュボイスのウィルソンに対する支持は揺らいだ。デュボイスは「社会主義は優れた生き方であると確信していたが、そこに至るには様々な方法があると考え」続けていた。
1917年のロシア革命から9年後、デュボイスはソヴィエト連邦を訪問するためにヨーロッパへの旅行を延長した。彼はソヴィエト連邦で目の当たりにした貧困と無秩序に衝撃を受けたが、公務員の勤労ぶりと労働者に対する正当な評価に感銘を受けた。デュボイスはまだカール・マルクスやウラジーミル・レーニンの共産主義理論に親しんでいなかったが、資本主義より社会主義の方が人種平等への近道かもしれないと結論付けた。
デュボイスは概ね社会主義の原則を支持していたが、彼の政治姿勢は厳密に実際的であった。1929年にはデュボイスは社会主義者のノーマン・トーマスではなく共和党のジミー・ウォーカーをニューヨーク市長として支持した。これはトーマスの立ち位置がより自分の見解と一致するとしても、ウォーカーの方が速やかに黒人に利益をもたらすと考えてのことであった。1920年代を通じて、デュボイスとNAACPは候補者がリンチとの戦い、労働条件の改善、南部における黒人の投票権への指示を約束する都度、共和党と民主党の間で支持を行ったり来たりさせた。候補者たちが約束を果たすことは常になかった。
1931年にNAACPと共産党の間に対立が生じた。共産党は1931年にアラバマ州で強姦容疑で逮捕された9人のアフリカ系アメリカ人、スコッツボロ・ボーイズの支援のために迅速に対応した。この時デュボイスとNAACPはこの事件が彼らの目標にとって有益ではないと考え、スコッツボロ・ボーイズを守る活動を共産党に組織させる道を選んだ。共産党の行動は部分的に成功を収めただけであったが、デュボイスは共産党がこのために費やした大規模な宣伝と資金に強い衝撃を受け、彼らはアフリカ系アメリカ人に、共産党の方がNAACPより優れた解決策になるとアピールしようとしているのではないかと疑うようになった。NAACPに対する共産党からの批判に応じ、デュボイスは共産党が不当にNAACPを攻撃しており、また共産党はアメリカにおけるレイシズムを完全に理解できていないと非難する記事を書いた。共産党の指導者たちはデュボイスは「階級の敵（class enemy）」であると非難し、NAACPの指導者たちは表向きは黒人の労働者階級のために戦っているが、実際には彼らとの繋がりを持たないエリートであると主張した。

## アトランタへの帰還
デュボイスは1931年からNAACPの議長となったワルター・フランシス・ホワイトと良好な協力関係を構築できていなかった。この対立は世界恐慌による財政的圧迫と相俟って、『The Crisis』を巡る権力闘争を引き起こした。デュボイスは編集者の地位を追われることを憂慮し、1933年に『The Crisis』の仕事を辞してアトランタ大学の学術職を受けた。1934年にデュボイスが人種隔離に対する彼のスタンスを一転させ、「分離すれども平等」はアフリカ系アメリカ人にとって受け入れ可能な目標であると述べた時、NAACPとの亀裂はさらに拡大した。NAACPの指導層は驚愕し、デュボイスに声明の撤回を求めたが彼はこれを拒否した。この論争によってデュボイスはNAACPから離脱した。
アトランタ大学で新たに教授職に就任した後、デュボイスはマルクス主義を支持する一連の記事を書いた。彼は労働組合や共産党を強く支持してはいなかったが、マルクスの社会・経済についての科学的な説明はアメリカ合衆国におけるアフリカ系アメリカ人の状況を説明するのに有用であると考えた。マルクスの無神論もまたデュボイスの心の琴線を打った。デュボイスは黒人教会がレイシズムに対する黒人の感性に鈍感であると常に批判していた。1933年の著作でデュボイスは社会主義を受容したが「カラードの労働者は白人労働者と同じ土俵に立っていない」と警告した。これは数十年にわたり組織的に黒人を排除してきたアメリカの労働組合に対するデュボイスの嫌悪に根差した意見であった。デュボイスはアメリカの共産党を支持せず、1932年の大統領選挙で共産党がアフリカ系アメリカ人の候補を立てた（Ticket）にもかかわらず、共産党の候補者に投票しなかった。

### Black Reconstruction in America
学問の世界に戻ったデュボイスはアメリカ歴史協会（AHA）に提出した1910年の論文の主題であったリコンストラクションに関する研究を再開できるようになった。1935年、彼は最高傑作（magnum opus）となる『Black Reconstruction in America』を出版した。この本は歴史学者デーヴィッド・レヴァリング・ルイスの言葉を借りるなら「野蛮な敵意の中から突然公民権を認められた黒人は、賞賛すべき意思（volition ）と知性（intelligence ）そして同様に3世紀にわたる隷属による怠惰（indolence）と無知蒙昧（ignorance）を示した」。デュボイスは黒人たちが如何に南北戦争とリコンストラクションにおける中心となる人々であったか、また彼らが白人政治家たちとどのように同盟を結んだかを記録した。彼はこの黒人と白人の連合政府が南部に公教育を確立し、そして多くが必要とした社会福祉計画を確立したという証拠を出した。この本はまた、黒人の解放－これがリコンストラクションの最重要点－がアメリカ社会の根本的な再編を促した経緯を明らかにし、同様になぜ、どのようにアメリカがリコンストラクションの余波の中で黒人の公民権を支持し続けることに失敗したのかも明らかにした。

この本の命題は白人歴史学者によって維持されていたリコンストラクションの通説的解釈に対抗するものであり、1960年代まで主流の歴史学者たちから事実上無視されていた。しかしながら、その後この本はリコンストラクションの歴史学における「歴史修正主義的（revisionist）」傾向に火をつけた。このことは黒人の自由の探求と時代の根本的な政治の変化を強調するものであった。21世紀までに『Black Reconstruction』は「アフリカ系アメリカ人の史学（historiography）の再評価の基礎となるテキスト」として広く認識されるようになった。
この本の最終章「XIV. The Propaganda of History」においてデュボイスはブリタニカ百科事典（Encyclopædia Britannica）に載せる「アメリカ黒人の歴史（history of the American Negro）」の記事を執筆する自身の努力を想起させている。ブリタニカ百科事典の編集者がリコンストラクションへの言及を全て削除した後、彼は「白人の歴史学者たちはリコンストラクションの過ちと失敗と責任を黒人（Negro）の無知蒙昧と堕落に帰してきた。しかし、黒人は黒人の忠誠および黒人の投票のみによって南部を統一へと復帰させた。白人と黒人双方のための新しい民主主義を確立し公立学校が設置された、と黒人は主張する」という注釈がこのエントリーに掲載されると主張した。ブリタニカ百科事典の編集者がこれを拒否したため、デュボイスは記事を取り下げた。

### 百科事典プロジェクト
1932年、デュボイスはフィリップス＝ストークス基金、カーネギー財団、そして一般教育委員会などの慈善団体によってデュボイスが30年以上構想を抱いていた作品『黒人百科事典（Encyclopedia of the Negro）』の作成計画の編集長に選ばれた。数年間計画と組織化が行われた後、これらの慈善団体は1938年にこの計画を取り消した。これは幾人かの理事がデュボイスは客観的な百科事典を作るには偏向し過ぎていると考えていたためであった。

### 世界周遊
デュボイスは1936年にナチス・ドイツ、中国、日本など世界中を旅した。デュボイスはドイツにいる間、温もりと敬意をもって取り扱われたとしている。アメリカに戻った後、彼はナチ体制に対する自身の矛盾する見解（ambivalence）について述べた。彼はナチスがドイツ経済を見事に立て直したことを称賛したが、ユダヤ人に対する取り扱いに恐怖し、それを「スペインの異端審問やアフリカ人奴隷貿易とのみ比較し得る文明に対する攻撃」と描写した。
1905年に日露戦争で日本が勝利した後、デュボイスは日本帝国の強大化に感銘を受けるようになり、ロシアのツァーリ制に対する日本の勝利を有色人種が白人を打ち破った一例と捉えた。日本の「Negro Propaganda Operations」の代表は1920年代と1930年代にアメリカに渡ってデュボイスと会談し、日本的の人種政策についてデュボイスにポジティブな印象を与えた。1936年、駐米日本大使はデュボイスと数名の学者のために日本旅行を取り計らった。
デュボイスはシベリア、満州国、中国経由で同年12月に来日して約2週間滞在し、大学やペンクラブでの講演も含め要人と会合した。

### 第二次世界大戦
デュボイスは1939年より始まった第二次世界大戦において、特に太平洋戦線にアメリカが介入することに反対した。これは彼が「日本と中国は白人の帝国主義者の魔手から脱しようとしている」と考えたためである。彼はヨーロッパ人の同盟による日本との戦争はアジアにおける白人の影響力を再確立する機会となると考えていた。
またデュボイスは、アフリカ系アメリカ人の軍隊への動員計画に深く失望した。アメリカ政府は軍における黒人の比率を5.8パーセントに制限し、アフリカ系アメリカ人による戦闘部隊も存在しないという、事実上第一次世界大戦時と同じ制限をかけていた 。1940年の大統領選挙で黒人たちが共和党の敵対候補に支持を鞍替えすると脅していたことから、フランクリン・ローズベルト大統領は少数の黒人を軍の指導的地位に任命した。
デュボイスの2冊目の自伝『Dusk of Dawn』は、アメリカが第二次世界大戦に参戦する1年半前の1940年に出版された。このタイトルはアフリカ系アメリカ人がレイシズムの暗黒の中から脱して偉大なる平等の時代に入るというデュボイスの希望に帰するものである。この書籍は自伝、歴史、そして社会学的論文から成る。デュボイスはこの本について「人種という概念の自伝であり...この概念は、私自身のものであった思考と行動において明らかにされ、拡大され、疑いもなく歪められたものであり...したがって、私の人生は常に人間（men）のすべての人生にとって重要である。
1943年、デュボイスが76歳の時、彼は学長ルーファス・クレメントによって突如アトランタ大学の教授職から解雇された。多くの学者たちが怒りを表明し、アトランタ大学に対してデュボイスに年金と名誉教授の称号を贈るよう促した。アーサー・B・スピンガーンはデュボイスがアトランタで過ごした時間について「彼の人生から無視・偏見・不寛容・怠惰を叩き出し、彼以外に理解する者無き、しかしそれが100年後には理解されるようになるかもしれないという希望を高めた」と述べている。
フィスク大学とハワード大学からの仕事のオファーを断り、デュボイスは特別研究部門の長（director）としてNAACPに復帰した。デュボイスはこの仕事に活力と決意をもって取り組み、多くのNAACPの指導者たちを驚かせた。デュボイスがNAACPを去っていた10年の間にその収入は4倍に増え、会員は325,000人にまで跳ね上がっていた。

## 晩年

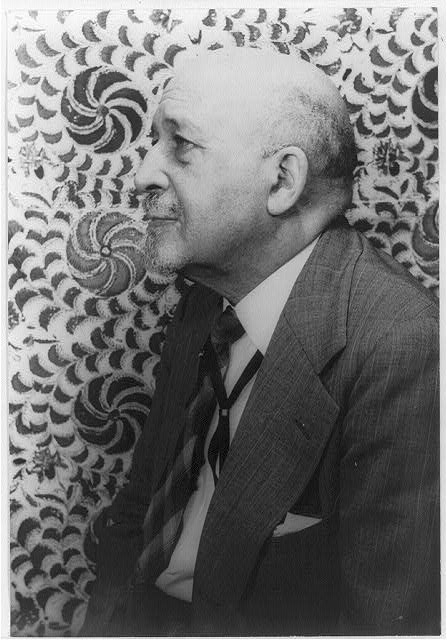
1946年のデュボイス。カール・ヴァン・ヴェクテンによる撮影。

### 国際連合
1945年、サンフランシスコの会議で国際連合が創設された。デュボイスはこの会議に招待された3人のNAACPの代表の1人であった。NAACP代表団は国際連合に人種の平等を承認（endorse）し植民地時代を終わらせるよう求めた。国連をその方向に進めるため、デュボイスは「植民地政府の制度...これは非民主的であり、社会的危険であり、戦争の主たる原因である」と明言する提案の草案を出した。このNAACPの提案は中国、ソヴィエト・ロシア、インドの支持を得たが、他の主要国から事実上無視され、国連憲章に盛り込まれることはなかった。
この国連会議の後、デュボイスは『Color and Democracy: Colonies and Peace』を出版した。この書籍は植民地帝国を攻撃しており、ある評者の言葉によれば「我ら白人の魂を安らげ、代々傍若無人（free-booting）な資本家たちの私腹を肥やしてきた悪質な制度全体を爆破するに足るダイナマイトを含んでいた」ものであった。
1945年の後半、デュボイスはイギリスのマンチェスターで開かれた最後のパン・アフリカ会議（第5回）に出席した。この会議は5回行われたパン・アフリカ会議の中で最も実りあるものであった。またデュボイスはここで後にガーナの初代大統領となるクワメ・ンクルマと出会った。ンクルマはやがてデュボイスをアフリカに招待することになる。デュボイスはアフリカ系アメリカ人に対する差別について要望書を国連に提出する手助けをした。その中で最も注目すべきものはNAACPの「世界への嘆願：アメリカ合衆国の黒人系市民の例に見るマイノリティの人権の否定についての声明、並びに国連による救済を求める嘆願（An Appeal to the World: A Statement on the Denial of Human Rights to Minorities in the Case of Citizens of Negro Descent in the United States of America and an Appeal to the United Nations for Redress）」である。
この擁護（advocacy）は1951年に公民権会議によって提出された「We Charge Genocide」と呼ばれる報告と嘆願の基礎を築いた。「We Charge Genocide」は殺人を組織的に容認し、アフリカ系アメリカ人に対して危害を与えた、即ちジェノサイドを犯したとしてアメリカ合衆国を非難した。

### 冷戦
1940年代に冷戦が始まった時、NAACPは評判や資金を損なわないよう共産主義者から距離を取った。1947年に『Life』誌がNAACPは共産主義者たちから大きな影響を受けたと主張するアーサー・M・スレシンジャー・ジュニアの記事を掲載すると、共産主義との関わりを否定すべくNAACPは一層の努力を重ねた。しかしデュボイスはこのNAACPの願いを無視し、ポール・ロブソン、ハワード・ファスト、シャーリー・グラハム（後にデュボイスの2番目の妻となる）のような共産主義に同調する人々と親交を持ち続けた。デュボイスは「私は共産主義者ではない...一方で私は...カール・マルクスが...我々の困難を明確に指摘したと思う」と書いている。1946年、デュボイスはソヴィエト連邦に対する彼の評価を記した記事を書いた。彼は共産主義を支持することはなく、その独裁制度を非難した。一方で、彼は、貧困とレイシズムの原因は資本主義にあると感じ、社会主義がこうした問題を改善するための代案になり得るかもしれないと考えていた。ソヴィエト連邦が人種の違い、階級の違いを明確に拒否したことから、デュボイスはソヴィエト連邦が「地球上で最も希望ある国」であると結論した。特にFBIが共産主義者の同調者を積極的に調査し始めていたため、著名な共産主義者と交流のあったデュボイスはNAACPにとって重荷となった。このために－相互の同意によって－1948年の末にデュボイスはNAACPから脱退した。NACCPを去った後、デュボイスは左派の週刊新聞『National Guardian』に定期的に記事を掲載するようになった。この関係は1961年まで続くことになる。

### 平和運動
デュボイスは生涯にわたり反戦運動家であったが、第二次世界大戦にはその努力は一層はっきりしたものになった。1949年、デュボイスはニューヨークで開かれた世界平和のための科学および文化会議で次のように述べている。「あなたがたアメリカ人に告げる、この暗い世界は今動いていると。この世界は自由・自主・平等を望んでおり、今後もそうあり続けるだろう。これらの基本的権利において、この世界が、政治の重箱の隅を弁証法の楊枝でほじくったりして脇道にそれることはない。...白人たちはわざわざ自殺するために武器をとるかもしれない。だが、世界の人々の圧倒的多数が彼らを踏みつけて、自由に向かって進むのだ！」
1949年の春、彼はパリで開かれた平和擁護世界大会（World Congress of the Partisans of Peace）の講演で大勢の観衆に向けて「この新たな植民地帝国主義をリードしているのは我が祖国、我が父祖の労苦と血によって建てられたアメリカ合衆国です。合衆国は偉大な国であり、神の恩寵により豊かであり、謙虚なる市民たちの厳しい労働によって繁栄しています。...力に酔った我々はかつて我々を破滅させた古き人間の奴隷制と同じものを備えた新たな植民地主義の地獄へと、そして世界を破滅させる第三次世界大戦へと世界を導いています」と語った。デュボイスは左派組織であるNational Council of Arts, Sciences and Professionsに加入し、その代表として1949年末に全ソヴィエト平和委員会で講演するためモスクワを訪問した。

### FBI・マッカーシズム・審問
1950年代の間、デュボイスはその社会主義への傾倒によって合衆国政府の反共主義のマッカーシズム運動の標的とされた。歴史学者マニング・メラブルは政府によるデュボイスへの処置を「冷酷な抑圧」と「政治的な殺人」として描いている。
FBIは1942年からデュボイスに関する書類を整理し始め、破壊活動を行う可能性について彼を調査した。このデュボイスの容疑に関する証拠を十分に発見できなかったため、FBIの操作は1943年に終了したものと思われる。1949年、FBIはデュボイスが「潜伏共産主義者（Concealed Communists）の一味だったという疑いで捜査を再開した。1950年代初頭、デュボイスが核兵器に反対した結果として彼に対する政府の最も積極的な攻撃が行われた。1950年にデュボイスは新たに創設された平和情報センター（Peace Information Center、PIC）の長（chair）となった。アメリカでストックホルム・アピールの宣伝に取り組んだ。ストックホルム・アピールの主たる目的は全世界の政府に核兵器を禁止するよう求める請願書に署名を集めることであった。
合衆国司法省（The U.S. Justice Department）はPICが外国のエージェントとして活動していると主張し、それ故にPICを連邦政府に登録するように要求した。デュボイスを含むPICの指導者たちはこれを拒否した。そのため登録を怠ったとして起訴された。起訴後、デュボイスの仲間の幾人かは彼から距離を置き、NAACPはデュボイスに対する支持の声明を出すことを拒否した。しかしラングストン・ヒューズを含む多くの労働組織関係者や左翼の人物がデュボイスを支援した。
デュボイスは1951年に裁判にかけられ、公民権運動の弁護士ヴィト・マルカントニオが代理人を務めた。マルカントニオが裁判官に「アルベルト・アインシュタイン博士がデュボイスの人格に対する証人として出廷を申し出た」と伝えた直後、陪審が評決を与える前に裁判は棄却された。この裁判についてのデュボイスの回顧録は『In Battle for Peace（平和のための闘い）』である。デュボイスが有罪にならなかったにもかかわらず、政府はデュボイスのパスポートを没収し、8年間差し押さえ続けた。

### 共産主義
デュボイスは1951年のPICの裁判において、多くの白人と黒人の労働者階級が熱心に彼を支援する一方で、彼の仲間たち、特にNAACPからの支援がなかったことに酷く失望した。この裁判の後、デュボイスはマンハッタンに住み、著作と講演、そして主に左派の知人たちとの交流を続けた。彼がまず懸念していたのは世界平和であり、朝鮮戦争のような軍事行動を激しく非難した。彼の考えでは、この戦争は帝国主義者の白人が有色人種を服従させ続けるために行った戦争遂行努力であった。

1950年、当時82歳のデュボイスはアメリカ労働党からニューヨーク州の上院議員候補として立候補し、州の総票数の4パーセント、200,000万票の得票を得た。デュボイスは全世界で有色人種が隷属を強いられているのは何よりも資本主義に原因があると考え続けており、そのため－ソヴィエト連邦の欠点を認めていたものの－、人種問題を解決し得るものとして共産主義を支持し続けた。伝記作家デーヴィッド・ルイスは、デュボイスは共産主義それ自体を支持してはおらず「敵の敵は味方（the enemies of his enemies were his friends）」であるが故に支持したのだ、としている。ヨシフ・スターリンに対するデュボイスの見解も、共産主義に対するデュボイスの見解と同種の曖昧さによって特徴づけられている。1940年に彼は「圧制者スターリン（Tyrant Stalin）」と侮蔑的に書いた。しかし1953年にスターリンが死亡した時、デュボイスはスターリンを「シンプルで落ち着き、勇敢である（simple, calm, and courageous）」とする賛辞を書き、「初めて人種的偏見を征服する道をロシアに敷き、140もの民族の個性を破壊することなく1つの国家を築き上げた」と称賛した。
合衆国政府は1955年にインドネシアのジャカルタでバンドン会議が開催されたとき、デュボイスの参加を阻止した。この会議は40年にわたるデュボイスの夢の到達点そのものであった。世界の有色人種の大多数を代表するアフリカとアジアの29ヶ国が参加し、その多くが独立したばかりの国であった。会議の参加国は彼らの独立を祝い、冷戦における非同盟諸国としての力を主張し始めた。1958年、デュボイスはパスポートを取り戻して、2人目の妻であるシャーリー・グラハム・デュボイスと世界中を旅し、ソヴィエトと中国を訪れた。どちらの国でもデュボイスは歓迎され、後に両国の状況について満足げに書いている。
1961年にアメリカの連邦最高裁がマッカーシズムによる立法の中核要素である1950年のマッカラン国内保安法（共産主義者をアメリカ政府に登録すること義務付ける法律）を支持する判断を下すと、デュボイスはこれに激怒した。彼は怒りを表現するため、1961年10月に93歳で共産党に入党した。この頃、彼は「私は共産主義を信ずる。私が言う共産主義とは、富の生産における計画性のある生き方と国家建設を目的とした労働であり、その目的は単に一部の利益を図ることではなく人々の最高の福祉である」と書いている。彼は共産主義者・アフリカ系アメリカ人の歴史の歴史学者であったハーバート・アプテカーに自身の遺作管理者（literary executor）になることを依頼した。

### アフリカでの死
ガーナ初代大統領クワメ・ンクルマは1957年の独立記念式典にデュボイスを招待したが、1951年にアメリカ政府にパスポートを没収されおり、式典には参加できなかった。1960年のいわゆるアフリカの年までにデュボイスはパスポートを取り戻しており、大西洋を渡ってガーナ共和国の建国を祝うことができるようになった。デュボイスは1960年代の後半にアフリカに戻り、ナイジェリア初のアフリカ人総督ンナムディ・アジキウェの就任式に参加した。
1960年のガーナ訪問中に、デュボイスはンクルマとアフリカ人ディアスポラ（African diaspora）の新たな百科事典である『アフリカ百科事典（エンサイクロペディア・アフリカーナ）』の作成について話し合った。1961年、ガーナはデュボイスにアフリカ百科事典を支援するための基金を確保したことをデュボイスに通達し、プロジェクト管理を行うべくガーナに招待した。1961年10月、彼が93歳の時、デュボイス夫妻はガーナに向かい、住処を得て『アフリカ百科事典』の編纂を開始した。
しばしば、デュボイスがこの時アメリカ市民権を放棄したと語られ、また彼自身その意図を表明してはいたが、実際に市民権を放棄することはなかった。ガーナで過ごした2年の間にデュボイスの健康状態は悪化し、1963年8月27日、首都アクラにて95歳で死去した。翌日、ワシントン大行進で講演者ロイ・ウィルキンスは数十万人の行進参加者で黙祷によってデュボイスの栄誉を称えるよう求めた。デュボイスが生涯をかけて運動を行ってきた多くの改革の実現である1964年公民権法は、彼の死からほぼ1年後に制定された。
ンクルマの要請によって1963年8月29日から30日にかけて、デュボイスの国葬が執り行われ、クリスチャンボーグ城（現：オス城〈Osu Castle〉）の西壁そばに埋葬され、その後アクラの政府所在地に移された。1985年にデュボイスを称える別の式典が執り行われ、デュボイスの遺体は、1977年に死去した妻シャーリー・グラハム・デュボイスの遺灰と共にアクラにあった夫妻の元住居に再埋葬された。この家はW. E. B. Du Bois Memorial Centre for Pan African Cultureの一部となっている（デュボイスの最初の妻ニナとその息子バーグハード（Burghardt）、そして1961年に死亡した娘ヨランダ（Yolande）はデュボイスの故郷マサチューセッツ州グレート・バリントンの墓地に埋葬された。）

## 私生活
デュボイスは計画的かつ厳格な人物であった。朝7時15分に起床し、午後5時まで働き、午後7時まで夕食を取って新聞を読み、その後就寝するまでの時間を読書や社交にあて、午後10時までには必ずベッドに入るという生活を生涯にわたって続けた。彼は綿密に計画を立てており、しばしばスケジュールと目標を大きな方眼紙にマッピングしていた。多くの知人たちが、デュボイスに距離とよそよそしさを感じ、また彼は自分を「デュボイス博士（Dr. Du Bois）」と呼ぶよう強く主張した。デュボイスは社交的ではなかったが、チャールズ・ヤング、ポール・ローレンス・ダンバー、ジョン・ホープ、メアリー・ホワイト・オヴィントンなどの仲間たちとの間に親密な友情を築いていた。デュボイスの最も親しい友人は－白人の－ジョエル・スピンガーンであったが、ファーストネームで呼び合おうというスピンガーンの申し出をデュボイスが了承することはなかった。デュボイスにはダンディな雰囲気があった。彼はフォーマルな服装で、杖を持って自信（confidence）と品格（dignity）を漂わせて歩いた。
身長は比較的低く、およそ166センチ（5フィート5.5インチ）であり、常に手入れの行き届いた口ひげとヤギひげ（goatee）を蓄えていた。歌うこととテニスを好んだ。
デュボイスはニナ・ゴマーと結婚し（1870頃誕生、1896年-1950年に彼女が死亡するまで結婚生活は続いた）、彼女との間に2人の子供を儲けた。息子のバーグハードは第2子が誕生する前に幼くして死亡した。2人目の子供が娘のヨランダである。彼女はフィスク大学に進学し、メリーランド州のボルチモアで高校教師となった。父デュボイスは彼女にハーレム・ルネサンスで全国的に知られた詩人であるカウンティー・コレンとの結婚を勧めた。しかしヨランダは2年で離婚した。その後彼女は再婚し、娘を儲けた。この娘がデュボイスの唯一の孫である。その後ヨランダは再度離婚した。
寡夫となった後、デュボイスは作家・脚本家・作曲家・活動家であったシェリー・グラハムと結婚した。彼女の連れ子であったデーヴィッド・グラハムはデュボイスと親密になり、義父の姓を名乗った。彼もまたアフリカ系アメリカ人の理念のために行動した。歴史家デーヴィッド・レヴァリング・ルイスは、デュボイスは複数の婚外関係を持っていたと書いている。

### 宗教
子供の頃にデュボイスはニューイングランド会衆派教会に参加したが、フィスク大学在学中に組織化された宗教を放棄した。大人になると、デュボイスは自身を不可知論者または自由思想家だと説明したが、少なくとも1人の伝記作家がデュボイスが無神論者であったと結論付けている。だが、デュボイスの著作を分析した別の研究者は、同時代のアフリカ系アメリカ人の宗教的な表現（声）とは根本的に異なるものではあるが、彼にもまた宗教的な表現（声）が見られると結論付けている。デュボイスはラルフ・エリソン、ゾラ・ニール・ハーストン、ジェイムズ・ボールドウィンらに共通する20世紀のスピリチュアリティの口火を切ったとされている。
公の祈りを先導するように依頼された時、デュボイスは拒否した。デュボイスは自伝で次のように書いている。
アトランタ大学の学部長となった時、祈りを主導することを躊躇ったので就任が延期された...私は再び教会に参加すること、いかなる教会の信条であっても署名することを断固として拒否した...私はソヴィエト連邦から現代文明への最も偉大な贈り物は、聖職者の廃止と公立学校における宗教教育の拒否であると考える。
デュボイスはアメリカの教会があらゆる機関の中で最も差別的であると非難した。彼はまた、挑発的にも、アフリカ系アメリカ人のキリスト教をアフリカ土着の宗教と関連付けた。デュボイスは折に触れてアフリカ系アメリカ人の生活において宗教が果たす有益な役割を－アフリカ系アメリカ人のコミュニティの碇の役割を果たす「基礎石（basic rock）」として－認めていたが、アフリカ系アメリカ人の教会や聖職者が人種平等という目標を支援しておらず、活動家の努力を邪魔していると考えていたことから、一般的にこれを糾弾していた。
デュボイスは個人的には宗教的な人物ではなかったが、著作物には宗教的象徴を織り込んでいた。多くの同時代人が彼を預言者と見ていた。1904年の彼の散文詩「Credo」は宗教的な信条のスタイルで書かれ、アフリカ系アメリカ人のコミュニティで広く読まれた。さらに、デュボイスは彼自身のフィクションにおいても、また『The Crisis』掲載の物語でも、しばしばアフリカ系アメリカ人のリンチをキリストの磔刑になぞらえている。1920年から1940年の間、デュボイスは公然たる黒人救世主のシンボリズム（black messiah symbolismから、より繊細な救世主的言語（messianic languageへと移行した。

## 栄典

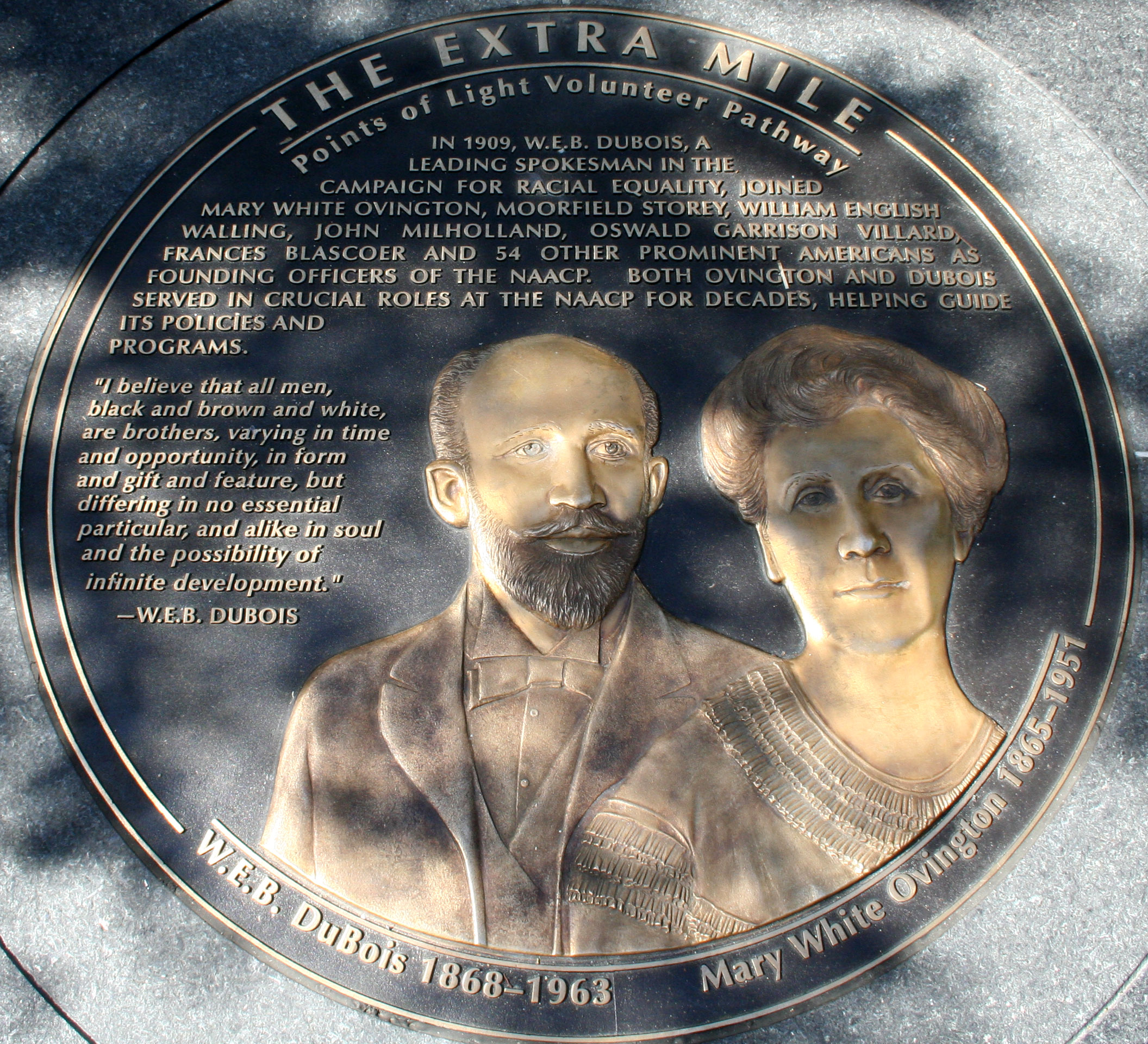
W・E・B・デュボイスとメアリー・ホワイト・オヴィントンはThe Extra Mileのメダルを受賞した

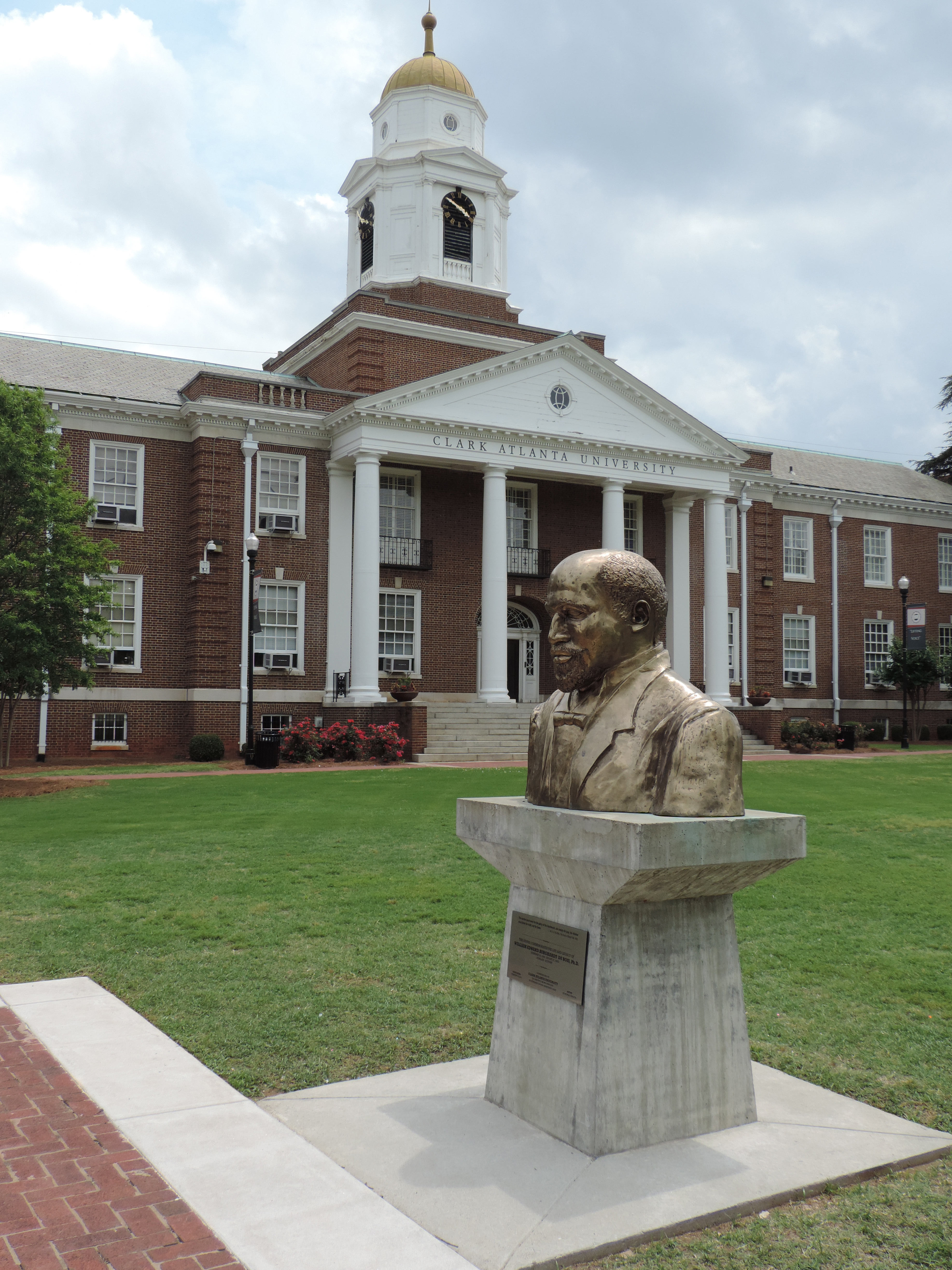
クラーク・アトランタ大学のW・E・B・デュボイスの胸像。

- NAACPは1920年にスピンガーン・メダル（英語版）をデュボイスに授与した[320]。
- デュボイスは1958年に名誉学位を授与されキャンパスに戻った時、フィスク大学のファイ・ベータ・カッパに加入した[321]。
- デュボイスは1959年にソヴィエト連邦から国際レーニン平和賞を受賞した[322]。
- マサチューセッツ州マサチューセッツ州グレート・バリントン（英語版）にあるデュボイスが成長した家の場所（英語版）は1976年にアメリカ合衆国国定歴史建造物に指定された[323]。
- 1992年、アメリカ合衆国郵便公社は切手にデュボイスの肖像を用いて表彰した[324]。額面32セントの第2弾が1998年2月3日にCelebrate the Century（英語版）切手シートシリーズの一部として発行された。
- 1994年、マサチューセッツ大学アマースト校の主図書館（英語版）がデュボイスにちなんで名づけられた。デュボイスは遺作管理者の歴史家ハーバート・アプテカー（英語版）を通じて自分の論文をこの大学に移した[325]。
- 2000年、ハーバード大学のHutchins Center for African & African American ResearchはW・E・B・デュボイス・メダルの授与を始めた。これは同大学のアフリカ系アメリカ人研究において最も名誉あるものと考えられている[326]。
- デュボイスが社会学研究『フィラデルフィアの黒人（英語版）』のための調査を行ったペンシルベニア大学の寮が彼にちなんで名づけられた[327]。
- ハンプトン大学（英語版）の寮がデュボイスにちなんで名づけられた。
- 『アフリカ人ならびにアフリカ系アメリカ人の経験の百科事典（英語版）（Africana: The Encyclopedia of the African and African-American Experience）』は編集者クワメ・アンソニー・アッピアとヘンリー・ルイス・ゲーツ・ジュニアがデュボイスに触発され、また彼らによってデュボイスに捧げられた[328]。
- ベルリンのフンボルト大学はデュボイスを称えて名付けられた一連の講義を開催している[329]。
- 学者モレフィ・ケテ・アサンテは2002年に彼が作成した『最も重要なアフリカ系アメリカ人100人（英語版）』にデュボイスをリストしている[330]。
- 2005年、デュボイスはワシントン・D・Cの重要なアメリカ人の有志たち（volunteers[訳語疑問点]の記念碑The Extra Mileのメダルを授与された[331]。
- アメリカ社会学会（英語版）によって授与される最高経歴賞（The highest career award）は2006年にデュボイスにちなんでW.E.B. Du Bois Career of Distinguished Scholarship Awardと改称された。
- アメリカ聖公会は2009年にGeneral Convention（英語版）で8月3日にデュボイスの年次記念式典を行うことを承認した[332][333]。
- デュボイスは2012年にペンシルベニア大学の名誉教授に任命された[334]。
- Ayokunle Odeleyeからデュボイスを称えて胸像が発注され、デュボイスの生誕記念日である2013年2月23日にクラーク・アトランタ大学（英語版）へ寄贈された[335]。
- 2018年3月、W・E・B・デュボイスはGrand Prix of Literary Associations（GPLA）2017のGrand Prix de la Mémoireを受賞した。

## 著作選
| - The Study of the Negro Problems （1898年） - The Philadelphia Negro （1899年） - The Negro in Business （1899年） - The Souls of Black Folk （1903年） - W・E・B・デュボイス 著、木島始、鮫島重俊、黄寅秀 訳『黒人のたましい』岩波書店〈岩波文庫〉、1992年2月。ISBN 978-4-00-323331-3。 - "The Talented Tenth"、第2章「The Negro Problem」 。アフリカ系アメリカ人による記事集（1903年9月） - Voice of the Negro II （1905年9月） - John Brown: A Biography （1909年） - Efforts for Social Betterment among Negro Americans （1909年） - Atlanta University's Studies of the Negro Problem （1897年-1910年） - The Negro （1915年） - The Gift of Black Folk: The Negroes in the Making of America （1924） - Africa, Its Geography, People and Products （1930年） - Africa: Its Place in Modern History （1930） - Black Reconstruction in America （1935年） - What the Negro Has Done for the United States and Texas （1936年） - Black Folk, Then and Now （1939年） - Color and Democracy: Colonies and Peace （1945年） - The Encyclopedia of the Negro （1946年） - The World and Africa （1946年） - The World and Africa, an Inquiry into the Part Which Africa Has Played in World History （1947年） - Peace Is Dangerous （1951年） - I Take My Stand for Peace （1951年） - In Battle for Peace （1952年） - W・E・B・デュボイス 著、本田量久 訳『平和のための闘い』ハーベスト社、2018年。ISBN 978-4-86339-102-4。 - Africa in Battle Against Colonialism, Racialism, Imperialism （1960年） - "An Essay Toward a History of the Black Man in the Great War", The Crisis, vol. 18, no. 2 (June 1919）, pp. ;63–87. - "The Study of the Negro Problems", The Annals of the American Academy of Political and Social Science, vol. 11 (1898）, pp. ;1–23. | - Darkwater: Voices From Within the Veil（1920） - Dusk of Dawn: An Essay Toward an Autobiography of a Race Concept （1940） - The Autobiography of W. E. Burghardt Du Bois, (1968 - The Quest of the Silver Fleece（1911） - Dark Princess: A Romance（1928） - The Black Flame Trilogy: - The Ordeal of Mansart（1957） - Mansart Builds a School （1959） - Worlds of Color (1961） デュボイスは1910年から1933年まで『The Crisis』を編集した。これには彼の重要な論争が多く含まれている。 - Archives of The Crisis at the University of Tulsa: Modernist Journals Collection - Archives of The Crisis at Brown University - Issues of The Crisis at Google Books - Socialism and the American Negro（1960年） - W. E. B. Du Bois: A Recorded Autobiography, Interview with Moses Asch（1961） - The Suppression of the African Slave Trade to the United States of America: 1638–1870, (Ph.D. dissertation), Harvard Historical Studies, Longmans, Green, and Co.（1896年） - Foner, Philip S., ed (1970). W. E. B. Du Bois Speaks: Speeches and Addresses, 1890–1919. New York: Pathfinder Press. ISBN 978-0-87348-181-6 - Foner, Philip S., ed (1970). W. E. B. Du Bois Speaks: Speeches and Addresses, 1920–1963. New York: Pathfinder Press. ISBN 978-0-87348-182-3 |

## 関連資料等
- Appiah, Kwame Anthony (2014). Lines of Descent: W. E. B. Du Bois and the Emergence of Identity. Harvard University Press. ISBN 978-0-674-72491-4
- Broderick, Francis L. (1959), W. E. B. Du Bois: Negro Leader in a Time of Crisis, Stanford University Press, ASIN B000X665SM.
- Bulmer, Martin (1991). "W. E. B. Du Bois as a Social Investigator: The Philadelphia Negro, 1899", in Martin Bulmer, Kevin Bales, and Kathryn Kish Sklar, eds. The Social Survey in Historical Perspective, 1880–1940 pp. ;170–188.
- Crouch, Stanley（英語版） and Playthell, Benjamin (2002), Reconsidering The Souls of Black Folk, Running Press.
- Dorrien, Gary (2015). The New Abolition: W.E.B. Du Bois and the Black Social Gospel. New Haven, CT: Yale University Press.ISBN 978-0300205602.
- Gooding-Williams, Robert (2009), In the Shadow of Du Bois: Afro-Modern Political Thought in America, Harvard University Press, ISBN 978-0-674-03526-3.
- Holt, Thomas C. "Du Bois, W. E. B." in American National Biography Online (2000).
- Hubbard, Dolan (ed.) (2003). The Souls of Black Folk: One Hundred Years Later, University of Missouri Press, ISBN 978-0-8262-1433-1.
- Lewis, David Levering（英語版） (1994), W. E. B. Du Bois: Biography of a Race, 1868–1919, Owl Books. Winner of the Pulitzer Prize, Bancroft Prize, and the Francis Parkman Prize（英語版）. ISBN 978-0-8050-6813-9.
- Lewis, David Levering (2001), W. E. B. Du Bois: The Fight for Equality and the American Century 1919–1963, Owl Books. Winner of the 2001 Pulitzer Prize for Biography. ISBN 978-0-8050-6813-9.
- Lewis, David Levering, and Willis, Deborah (2005), A Small Nation of People: W. E. B. Du Bois and African American Portraits of Progress, HarperCollins, ISBN 0-06-081756-9.
- Meier, August (1963), Negro Thought in America, 1880–1915: Racial Ideologies in the Age of Booker T. Washington, University of Michigan Press. ISBN 978-0472061181.
- Mullen, Bill V. (2015). Un-American: W.E.B. Du Bois and the Century of World Revolution. Philadelphia: Temple University Press.ISBN 978-1439911105.
- Rampersad, Arnold（英語版） (1976), The Art and Imagination of W. E. B. Du Bois, Harvard University Press, ISBN 978-0-674-04711-2.
- Richardson, Mark. "W.E.B. Du Bois and the Redemption of the Body." In The Wings of Atalanta: Essays Written Along the Color Line. Camden House, 2019: 73-109. ISBN 1571132392.
- Rudwick, Elliott M. (1968), W. E. B. Du Bois: Propagandist of the Negro Protest, University of Pennsylvania Press, ASIN B00442HZQ2.
- Shaw, Stephanie J. (2013), W. E. B. Du Bois and "The Souls of Black Folk". Chapel Hill, NC: University of North Carolina PressISBN 978-1469626437.
- Sterne, Emma Gelders（英語版） (1971), His Was The Voice, The Life of W. E. B. Du Bois, Crowell-Collier Press. Book for children. ASIN B000I1XNX2.
- Sundquist, Eric J. (1996) (Ed.), The Oxford W. E. B. Du Bois Reader, Oxford University Press, ISBN 978-0-19-509178-6.
- Wolfenstein, Eugene Victor（英語版） (2007), A Gift of the Spirit: Reading The Souls of Black Folk, Cornell University Press, 2007, ISBN 0-8014-7353-5.
- Wright, William D. (1985), The Socialist Analysis of W. E. B. Du Bois, Ph.D. dissertation, State University of New York at Buffalo.
- Zuckerman, Phil (2000), Du Bois on Religion, Rowman & Littlefield. A collection of Du Bois's writings on religion, ISBN 978-0-7425-0421-9.

### ドキュメンタリー
- Massiah, Louis（英語版） (producer and director), W. E. B. Du Bois: A Biography in Four Voices, documentary movie, 1996, California Newsreel